# Транспорт в Якутии
Транспорт в Якутии — важная составляющая экономики Якутии и всего северо-востока России, обеспечивает перемещение жизненно важных грузов, товаров, людей, играет важнейшую роль в обеспечении так называемого северного завоза и комфортных условий проживания на Севере, обеспечивает бесперебойное снабжение стратегически важных отраслей экономики — предприятий горнодобывающей промышленности и других. Транспортная сеть не только обеспечивает потребность экономики и населения в перевозках, но и служит материальной базой для социально-экономического развития региона.
Транспорт Якутии — очень большая отрасль народного хозяйства, в которой заняты десятки тысяч людей. Её отличают следующие характерные черты:
- Многообразие. В Якутии представлены практически все виды транспорта — железнодорожный, авиационный, автомобильный, водный (морской и речной) и трубопроводный. Отсутствует электротранспорт — нигде в Якутии нет электрифицированных железных дорог, трамваев и троллейбусов в городах.
- Сложная транспортная схема — сезонность и дороговизна транспорта. Дешёвым круглогодичным транспортом охвачен только юг республики, точнее, полоса вдоль АЯМа. Крайний Север, и вообще весь север Якутии, вынужден жить на сезонном обеспечении грузами и использовать дорогие виды транспорта — например, авиационный, что напрямую сказывается на стоимости жизни на Крайнем Севере[3].

Доля транспорта в валовом региональном продукте республики составляет 4,4 %. Годовые объёмы грузоперевозок превышают 40 млн т, а пассажироперевозок составляют около 80 млн чел. Основной объём грузов перевозится в короткий навигационный период речным транспортом, доля которого в грузообороте составляет около 60 %.
В 2004 г. Правительством республики утверждена и реализуется Транспортная стратегия развития Республики Саха (Якутия), основанная на положениях Транспортной стратегии России и определяющая транспортную политику, этапы и направления её реализации на период до 2020 года.

## Железнодорожный транспорт

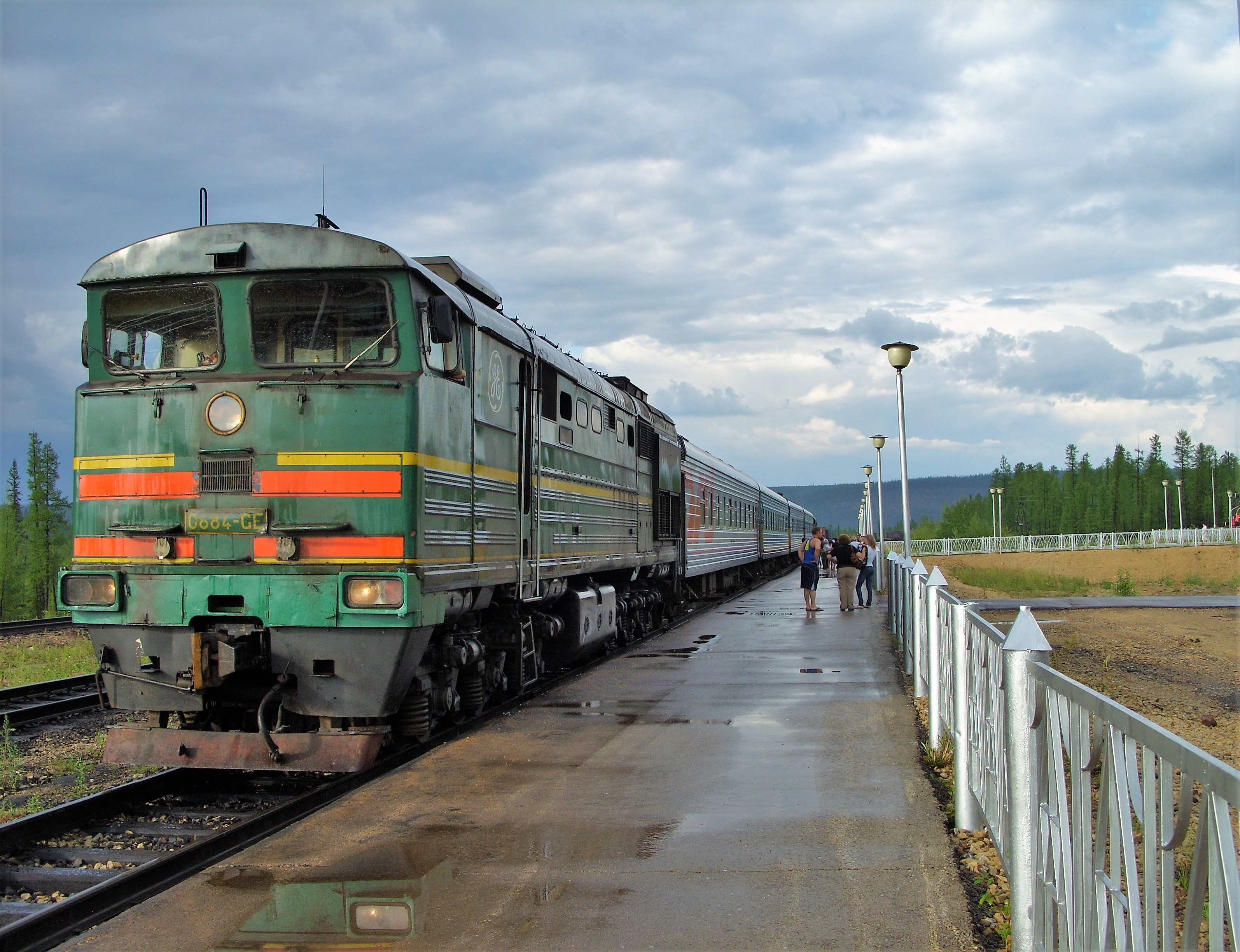
Пассажирский поезд на станции Томмот

См. также: Амуро-Якутская железнодорожная магистраль
См. также: Железные дороги Якутии
Железнодорожный транспорт в Якутии — одна из важнейших составляющих частей транспортной системы республики. С развитием железнодорожного транспорта в республике связываются перспективы интенсификации её экономического развития, освоение месторождение ряда полезных ископаемых, включение значительной части территории республики (на которой проживает большинство её населения) в зону круглогодичной транспортной доступности и снижение затрат на организацию северного завоза.
Начало железнодорожному транспорту в Якутии было положено в 1976 г., когда её границу пересёк путеукладчик строящегося Малого БАМа (Тында — Нерюнгри). Амуро-Якутская железнодорожная магистраль строится постепенно до сих пор, в декабре 2011 г. рельсы дошли до станции Нижний Бестях, по состоянию на март 2014 г. участок от Томмота до Нижнего Бестяха находится в режиме предварительной эксплуатации (осуществляется грузовое сообщение, а также проводятся опытные проходы пассажирских вагонов). Планируется также строительство транспортного перехода (моста или тоннеля) через реку Лену, для того чтобы связать с общероссийской железнодорожной сетью непосредственно столицу республики город Якутск. В юго-восточной Якутии также близко к завершению строительство тупиковой железнодорожной линии Улак — Эльга, соединяющей БАМ с Эльгинским угольным месторождением.

## Воздушный транспорт

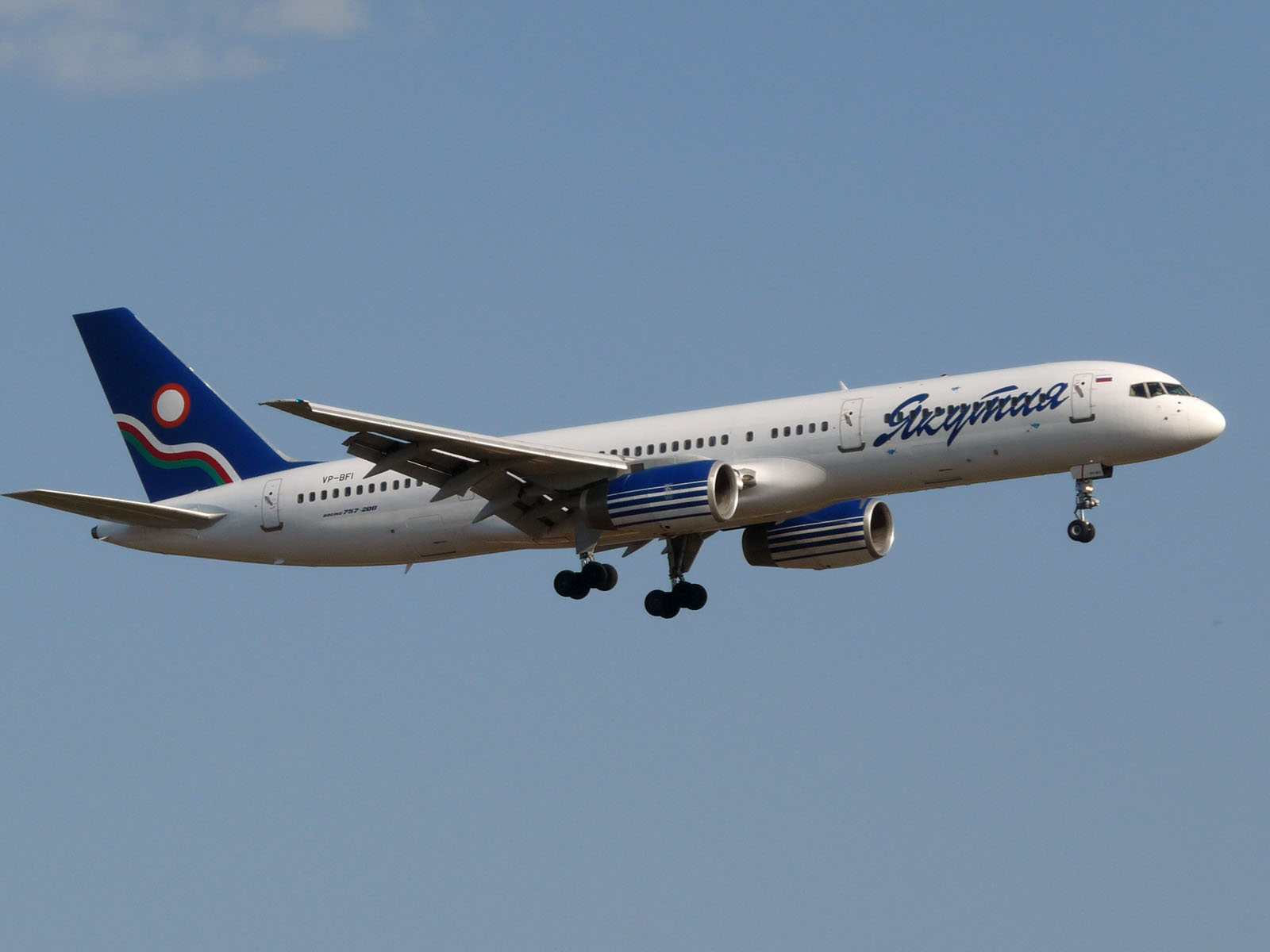
Боинг-757 авиакомпании «Якутия»

См. также: Якутия (авиакомпания)
См. также: Полярные авиалинии
См. также: Алроса (авиакомпания)
См. также: Список аэродромов Якутии
Бурное развитие авиации в XX веке способствовало освоению северных территорий России. По сей день множество населённых пунктов на Севере связаны с внешним миром почти исключительно воздушным путём. В советское время, особенно в период так называемого «развитого социализма», авиация в Якутии была очень развита и обеспечивала надёжную транспортную связь как внутри республики, так и связь республики с другими регионами СССР. После наступления рыночных времён авиация резко сбавила свои обороты. Закрылось множество аэропортов, прежде всего небольших. Цены на билеты стали труднодоступными, по этой причине население в большой своей массе стало избегать авиации и предпочитать другие возможности перемещения, если таковые имеются.
Тем не менее, Якутия продолжает оставаться регионом России с довольно развитым воздушным транспортом. В республике на начало 2010-х гг. действует 23 аэропорта. Авиационный транспорт остаётся основным круглогодичным пассажирским видом транспорта в республике. На долю авиации здесь приходится около 65 % пассажирооборота. Авиация широко используется не только в перевозках пассажиров на дальние расстояния, но также в перевозках на относительно короткие расстояния — во внутрирайонных и межрайонных республиканских сообщениях. Воздушный транспорт выполняет задания МЧС, функции санитарной авиации и другие авиаработы.
На территории Якутии размещено три аэропорта государственного значения (Якутск, Тикси, Чокурдах), 35 аэродромов (включая неиспользуемые) местных воздушных линий и 195 посадочных площадок. Взлётно-посадочные полосы с искусственным покрытием оборудованы в девяти аэропортах: Якутск, Мирный, Тикси, Чокурдах, Черский, Вилюйск, Чульман, Алдан, Полярный. Большинство аэропортов в настоящее время находятся либо в критическом состоянии, либо в стадии прекращения своего существования. В ближайшее время намечается закрыть ряд аэропортов, в то же время реконструировать 16 аэропортов, в восьми из них построить новые здания и сооружения.
Наиболее крупные аэропорты имеют авиасвязи с центральными районами России. Аэропорт Якутска связан прямыми авиалиниями с Москвой, Санкт-Петербургом, Новосибирском, Красноярском, Иркутском, Хабаровском, Магаданом и другими городами, а также осуществляет международные полёты в 13 стран мира. Тиксинский аэропорт федерального значения обеспечивает полёты по высокоширотной трассе и является аэропортом совместного базирования военно-воздушных сил и авиации федеральной пограничной службы.
После развала советского монополиста — компании «Аэрофлот» — в Якутии постепенно оформились три основные авиакомпании: «Якутия», «Полярные авиалинии» и МАП АК «Алроса». Авиакомпания «Якутия» — основная, единая межрегиональная авиакомпания; её главной целью является авиасообщение Якутии с Москвой, другими крупными городами и курортами России, ближнего и отчасти дальнего зарубежья. Авиакомпания «Полярные авиалинии» (единая внутрирегиональная) специализируется на авиаперевозках внутри республики. Мирнинское авиапредприятие «Алроса» главной своей задачей считает обеспечение развития западно-якутского алмазодобывающего кластера экономики и его связи с Якутском, Москвой и другими городами и центрами.
По состоянию на начало 2010-х гг., в СМИ периодически муссируются слухи о грядущем возможном серьёзном реформировании авиационного комплекса республики, а точнее, о слиянии двух или даже всех трёх основных авиакомпаний республики в одну большую.
Бывшие авиакомпании республики: «Сахаавиа» и «Якутские авиалинии» (слились в авиакомпанию «Якутия»), авиакомпания «Илин» (закрылась в 2011 г.).
Другие предприятия авиационного комплекса республики:
- Производственно-коммерческое авиационное предприятие «Дельта К»[11];
- Филиал «Аэронавигация Северо-Восточной Сибири» ФГУП «Госкорпорация по организации воздушного движения»[12];
- ГУП «Дирекция аэропортов Республики Саха (Якутия)»;
- Государственное образовательное учреждение среднего профессионального образования «Якутское авиационное техническое училище гражданской авиации»[13];
- 12 предприятий по оказанию услуг основным операторам авиационного бизнеса (ОАО «Вычислительный центр Якутавиа», ОАО «Аэропорт ГСМсервис», ООО «Бизнестранссервис», 9 агентств по продаже авиаперевозок).

## Водный транспорт

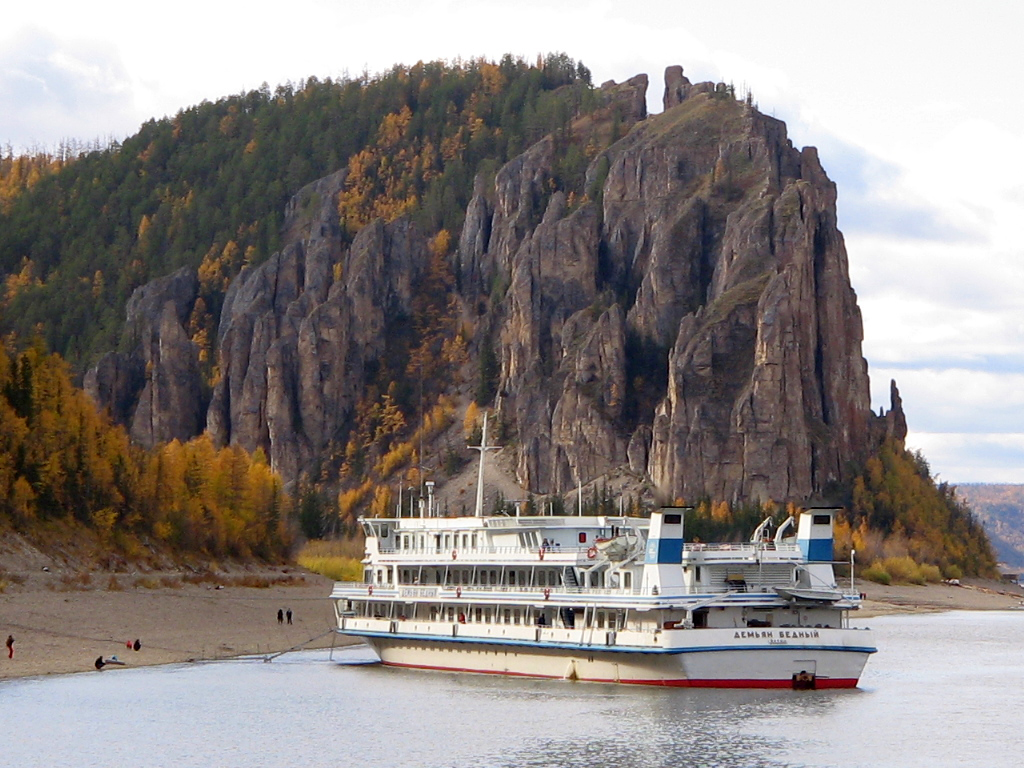
Круизный теплоход «Демьян Бедный» на Ленских столбах

См. также: Ленское объединённое речное пароходство
Водный транспорт — на сегодняшний день основной вид транспорта в республике, играет очень большую роль в обеспечении северного завоза. Именно во время короткой северной навигации, длительность которой составляет примерно 4,5 месяца (с начала июня по середину октября), происходит основной завоз грузов как в республику, так и внутри неё.
Протяжённость эксплуатируемых водных путей на её территории составляет 21,8 тыс. км, из них на обслуживаемые пути приходится 13,6 тыс. км. Якутия обладает разветвлённой сетью водных путей сообщения: участок Северного морского пути; через всю её территорию протекает р. Лена — главная водная магистраль с притоками рр. Алдан и Вилюй; в северной части республики — реки Анабар, Оленёк, Яна, Индигирка и Колыма.
Сеть водного транспорта республики составляют пять речных портов (Ленский, Олёкминский, Якутский, Нижнеянский, Белогорский) и два морских арктических порта — ОАО «Тиксинский морской порт» и ОАО «Зеленомысский морской порт».
Морской транспорт обслуживает 12 арктических улусов — от Хатангского залива до пункта Певек, а также районы Чукотки. Особенностью СМП как водной транспортной магистрали является его ледовитость и краткость навигационного периода (40-70 дней). Всё это обуславливает необходимость специального технического оснащения магистрали и особую организацию плавания (строительство ледоколов, использование воздушного флота для ледовой разведки, создание специальной метеослужбы, средств навигационного слежения и т. д.). Главный морской порт республики — Тикси. В советское время на СМП наблюдалось оживлённое движение, но с 1987 по 2001 гг. грузооборот порта Тикси сократился в несколько раз. В последнее время наметилась тенденция роста грузооборота порта Тикси за счёт увеличения поставок сырой нефти и лесоматериалов на экспорт. В порты республики по СМП завозится около 60 тыс. тонн нефтепродуктов в год из портов Северо-Запада.
Главным водным перевозчиком в республике является ОАО «Ленское объединённое речное пароходство» (ЛОРП) — одно из ведущих транспортно-производственных предприятий не только Республики Саха (Якутия), но и северо-востока страны в целом, внесённое в список системообразующих предприятий России и перечень стратегических предприятий Якутии.
Отличительной особенностью водного флота республики является наличие уникального флота судов класса «река — море» (танкеры, сухогрузы и др. суда). Это позволяет компании ЛОРП выполнять грузоперевозки по Лене, её притокам, другим рекам Якутии и осуществлять каботажное плавание по морю. ЛОРП оперирует на участке Северного морского пути от Хатангского залива до Певека и производит завоз всех необходимых грузов в порты Хатанги, Анабара, Оленёка, Яны, Индигирки, Колымы. Таким образом, ЛОРП играет важную роль в экономике не только Якутии, но и всего северо-востока России.
Кроме ЛОРПа, в транспортном комплексе республики оперируют другие юридические лица — водные перевозчики, такие как «Арктическое морское пароходство», «Колымская судоходная компания», «Янское речное пароходство», ХК «Якутский речной порт» с дочерними предприятиями «Судоходная компания „Якутск“», «Судоходная компания „Вилюй“», «Пассажирское райуправление», а также судоходная компания «АЛРОСА — Лена», являющаяся дочерним обществом ОАО «АЛРОСА».
В воднотранспортном комплексе республики в перевозках также участвуют судоходные компании, базирующиеся в других регионах России. Из Иркутской области: ООО «Верхнеленское речное пароходство» (линия Осетрово — Ленск), ОАО «Киренская РЭБ флота», ОАО «Алексеевская РЭБ флота» и ОАО «Осетровский речной порт». Из Мурманской области: ОАО «Мурманское морское пароходство». Из Владивостока: ЗАО «РИМСКО» (завоз Северным морским путём).
На сегодняшний день, большинство грузов в республику поступает по смешанному железнодорожно-водному маршруту Транссиб — БАМ — порт Осетрово — река Лена. В порту Осетрово (г. Усть-Кут Иркутской области) переваливается 80 % грузов для республики. Эта устойчивая, сложившаяся десятилетиями транспортная схема может постепенно поменяться лишь при условии полной достройки Амуро-Якутской железнодорожной магистрали с выходом её в Якутский речной порт и дальнейшим возрастанием роли железной дороги в деле обеспечения грузовых перевозок в республике.
Якутский речной порт — важный логистический узел северо-востока России. Современный порт построен в 60-х гг. XX в. Играет важную роль в обеспечении северного завоза. Отсюда в период навигации судами класса «река-море» осуществляется завоз грузов на Колыму, Индигирку и другие северные реки, включая не только Якутию, но и Чукотку, север Красноярского края.
Основной объём перевозок как грузов, так и пассажиров приходится на внутриреспубликанские перевозки. Межобластные перевозки тоже значительны — это завоз грузов из порта Осетрово (так называемый северный завоз), а также обмен грузами с Магаданской областью и Чукотским автономным округом. Грузовая обработка флота производится более чем в 200 портах-пристанях, около 30 из которых имеют причальные сооружения и перегрузочную технику. В остальных пунктах суда обрабатываются у необорудованного берега. Грузопоток, поступающий по Северному морскому пути, обслуживается в морских портах Тикси и Зелёный мыс. Водным транспортом перевозятся нефть и нефтепродукты, каменный уголь для нужд жилищно-коммунального хозяйства, лес в плотах, сухогрузы, строительные материалы, продовольствие и др.

### Пассажирские перевозки
Водный транспорт в Якутии играет также важную роль в пассажирских перевозках, так как зачастую это не только самый удобный, но и единственный способ добраться до места назначения. Пассажирское сообщение поддерживается пятью оставшимися в строю пассажирскими судами на линиях:
- Якутск — Неелова (Тикси) — т/х «Механик Кулибин», пр. 646;
- Якутск — Жиганск и Якутск — Олёкминск — Чапаево (т/х типа ОМ);
- Якутск — Исит и Якутск — Чейе-Терде (т/х типа «Москва»).

Наряду с пассажирскими линиями большую разветвлённость имеют скоростные пассажирские перевозки. Судами основных пассажирских компаний (ООО «Пассажирское райуправление» и ООО «Ленатурфлот») выполняются рейсы СПК («Ракета», «Метеор», «Восход», «Полесье») по Лене и её притокам:
- из Якутска по направлениям Якутск — Сангар — Жиганск и Якутск — Олёкминск;
- из Пеледуя по направлениям Витим — Ленск — Олёкминск и Пеледуй — Киренск — Усть-Кут.
- по Алдану на СПК «Полесье» осуществляются перевозки по линиям Хандыга — Усть-Мая — Томмот[20].

Благодаря неразвитости дорожной инфраструктуры Якутии летом другой альтернативы для населения большинства малых населённых пунктов нет, но пассажиропоток ныне обеспечен слабо в связи с малочисленностью населения и дороговизной билетов, количество рейсов сократилось в ряде случаев в десятки раз по сравнению с 70-ми и 80-ми годами. В советское время «Ракеты» ходили также и от Якутска по Лене и Алдану до Хандыги — рейс отменён в 1998 г., а когда на Вилюе была судоходная обстановка (как правило, в начале навигации) — от Якутска по Лене и Вилюю до Вилюйска. Был также весьма пассажиронапряжённый рейс «Ракет» Якутск — Соттинцы. Некоторые из вышеперечисленных рейсов превышают 600—700 км (самый дальний — Якутск—Жиганск 771 км). «Ракета», как правило, отправляется из Якутска рано утром, около 5-6 часов и прибывает к месту назначения вечером (см. расписание), то есть для рейса в одну сторону используется почти весь световой день. Все линии обслуживаются теплоходами ещё советского производства, замены которым нет, так как эти серии давно сняты с производства. Эти суда считались далеко не новыми ещё в 80-е годы — на некоторых из них уже тогда стоял второй или третий по счёту двигатель. Якутские речники по сей день поддерживают ресурс судов-ветеранов, чинят и меняют моторы. Проходит одно десятилетие за другим, но скоростное движение на Лене не умирает.
В советское время важную роль в пассажирских перевозках играли также теплоходы типа «Заря», особенно на небольших реках. Таков был их флот на Лене, Вилюе, Алдане и Колыме:
- Якутск — не менее 6 судов (действовал рейс Якутск — Исит)
- Пеледуй — не менее 4 судов
- Ленск — не менее 4 судов
- Олекминск — не менее 3 судов
- Усть-Кут — не менее 4 судов
- Нюрба — не менее 2 судов (действуют в настоящее время)
- Усть-Мая — 1 судно
- Зырянка — 1 судно

По состоянию на 2014, подтверждённые данные о работающих т/х «Заря» имеются только из Усть-Кута, Нюрбы и Усть-Маи. На Вилюе перевозки осуществляются теплоходом «Заря» (ООО «Вилюй») на линии Нюрба — Малыкай. Остальной флот, видимо, уже не существует.

## Автомобильный транспорт

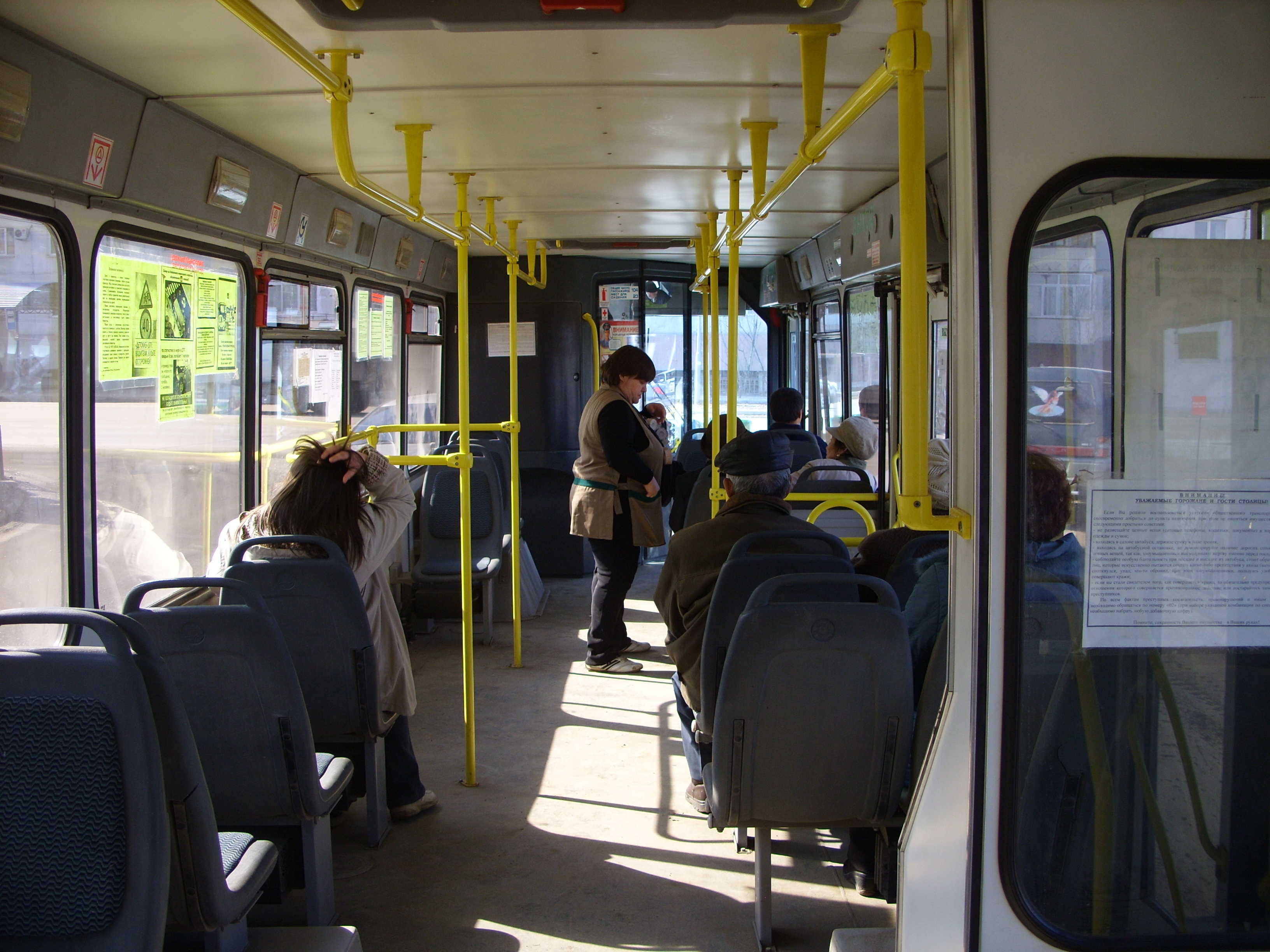
В автобусе. г. Якутск

Автомобильный транспорт также играет очень важную роль для республики, так как, при крайне недостаточном развитии железных дорог, автодороги зачастую являются единственными наземными путями сообщения. Автотранспорт в Якутии развит достаточно хорошо. Его главная уязвимая черта — опять-таки сезонность, так как в республике крайне мало хороших круглогодичных дорог, и большая часть грузоперевозок ведётся по зимникам.
Сеть автомобильных дорог на территории республики имеет протяжённость свыше 30 тыс. км, из которых более половины представлены временными (сезонными) дорогами — автозимниками. Она включает 21,8 тыс. км (65 %) дорог общего пользования, из них с твёрдым покрытием — 7,6 тыс. км. Для республики, в её масштабах, характерно слабое развитие автодорожной сети, территориальная изолированность отдельных дорог, а также значительное развитие ведомственной дорожной сети, которая фактически выполняет функции автодорог общего пользования. Транспортной связью по автодорогам с твёрдым покрытием обеспечены только 16 улусов (районов) из 35. Практически вся сеть автомобильных дорог в районах, расположенных в арктических широтах, представлена зимниками с периодами эксплуатации до 8 и менее месяцев в году, то есть зимой дорожная сеть в Якутии резко возрастает за счёт зимников. Недостатки временных дорог очевидны и огромны, но есть и некоторые преимущества. Так, их обустройство не требует значительных капитальных вложений и времени — по сравнению со строительством категорийных дорог круглогодичного действия. Также они имеют экологические преимущества: при их сооружении не наносится значительного ущерба окружающей среде в зоне вечной мерзлоты. Зимники в Якутии прокладываются, как правило, по каждой крупной реке (например, Колыма, Индигирка, Яна), а внутри районов — практически к каждому населённому пункту, благо их на Севере немного. Протяжённость таких трасс составляет от нескольких сот (Асыма — Сангар — 310 км) до нескольких тысяч километров: например, трассы Удачный — Саскылах — Юрюнг-Хая (1364 км), Хандыга — Батагай — Усть-Куйга (1262 км).
Основные автодороги Якутии:
- А360 «Лена»; Большой Невер — Якутск (Нижний Бестях) («автомобильный АЯМ»), круглогодичная, в основном с гравийным покрытием, производится до 2022 года переход на асфальтобетон;
- Р504 «Колыма»; Якутск (Нижний Бестях) — Магадан, круглогодичная, в основном - гравийное покрытие, отсутствует мост через Алдан;
- А331 Федеральная автодорога «Вилюй»; Якутск — Мирный, условно круглогодичная, гравийное, производится переход на асфальтобетон, не хватает мостов через некоторые реки, в летнее время некоторые участки превращаются в болото; см. также Вилюйский тракт;
- P501 Покровский тракт; Якутск — Покровск — Мохсоголлох — Булгунняхтах; покрытие — разбитый асфальт;
- P502 «Амга»; автодорога республиканского значения Нижний Бестях — Амга; строится её продолжение — участок от Амги до Усть-Маи; асфальт на участке Нижний Бестях — Майя, дальше гравийка;
- P503 Намский тракт; Якутск — Намцы; асфальтовое покрытие;
- «Алдан»; строящаяся автодорога республиканского значения Хандыга — Джебарики-Хая — Эльдикан;
- «Анабар»; автодорога республиканского значения Ленск — Мирный — Чернышевский — Айхал — Удачный, круглогодичная, в основном гравийное покрытие, планируется её продолжение Удачный — Оленёк — Саскылах — Юрюнг-Хая;
- «Яна»; автодорога республиканского значения 533 км а/д «Колыма» — Тополиное — Батагай — Усть-Куйга — Депутатский — Белая Гора; протяженность 1820 км; круглогодичное движение возможно только на участке 533 км а/д «Колыма» — Тополиное, участке Усть-Куйга — Депутатский, а также между пос. Тукума и Батагай; участок Тополиное — Батагай — Усть-Куйга — автозимник по реке Яна протяженностью около 1000 км;
- Автодорога Эльдикан — Югорёнок; республиканского значения, круглогодичная дорога (во всяком случае, была такой), связывающая с «большой землёй» через пристань на Алдане Эльдикан рабочие посёлки на востоке Усть-Майского района, занятые золотодобычей — Аллах-Юнь, Звёздочка, Солнечный, Ыныкчан, Бриндакит, Югорёнок; в связи с «реструктуризацией» золотодобывающей отрасли Якутии, возможно, сейчас дорога в упадке точно так же, как и вышеназванные посёлки, и в некоторых местах стала непроезжей; по одному из рассматриваемых вариантов, в будущем может стать сегментом возрождённого Аянского тракта; см. также Амгино-Аянский тракт;
- «Арктика»; самый длинный в Якутии автозимник Усть-Нера — Зырянка — Черский и далее на Чукотку; круглогодичное движение только на участке Зырянка — Угольное, гравийное покрытие;
- «Борогон»; Соттинцы — Борогонцы;
- «Верхоянье»; Батагай — Верхоянск;
- «Мюрю»; Майя — Тюнгюлю — Борогонцы — Чериктей;
- «Оймякон» (или «Южная дорога»); Кюбеме (752 км а/д «Колыма») — Томтор — граница Магаданской области;
- «Умнас»; Олёкминск — Бирюк, гравийное покрытие;

Перспективы развития современной дорожной сети республики связаны с созданием опорной магистральной (широтной и меридиональной) сети надёжных круглогодичных автодорог: Якутск — Большой Невер, Якутск — Вилюйск — Мирный, Якутск — Хандыга — Магадан, Якутск — Амга — Усть-Мая — Нелькан с выходом через Хабаровский край на морской порт Аян. Ведётся строительство автомобильных дорог республиканского значения, которые должны будут обеспечивать внутренние перевозки (Амга — Усть-Мая, Бясь-Кюёль — Кобяй, Хандыга — Эльдикан, Алдан — Олёкминск — Ленск и др.).
Особое место в автодорожной и вообще транспортной сети республики занимает автодорога «Лена» (автомобильный АЯМ), по которой осуществляется регулярная автодорожная связь с другими регионами России. Движение по ней от железнодорожных станций Нерюнгри и Томмот очень интенсивное, что вызывает большую нагрузку и быстрое приведение в негодное состояние, особенно летом в дождливую погоду. Между тем трасса построена по нормативам 30-х — 50-х годов и не рассчитана на такое интенсивное движение большегрузных фур. Реконструкция и капитальный ремонт автодороги, который сейчас проводится, отнесён к приоритетным проектам по формированию опорной дорожной сети республики.
Продолжается строительство и реконструкция важнейшей республиканской автодороги «Вилюй», которая соединяет с общей сетью автомобильных дорог Горный, Вилюйский, Верхневилюйский, Нюрбинский, Сунтарский и Мирнинский районы, а также через автозимник Мирный — Усть-Кут обеспечивает транспортную связь с Иркутской областью. На дороге осталось достроить переходы через водные преграды. В 2007 г. дорога передана в федеральное управление и образовано ФГУ «Упрдор „Вилюй“».
На федеральной автодороге «Колыма» в конце 2000-х гг. были введены в строй ряд важных мостов (через рр. Эльги, Большой Селерикан и др.). Было обеспечено сквозное движение на всём протяжении от Якутска до Магадана, хотя реконструкция дороги на отдельных участках продолжается. Также, на повестке дня стоит сооружение моста через Алдан в районе Хандыги, о необходимости которого говорится уже давно.
Региональные автодороги «Амга» и «Анабар» обеспечивают межрегиональные связи, имеют большое значение для организации завоза грузов, социального развития и промышленного освоения Севера и во многом решают задачи общегосударственного значения.
В Якутии существует правильное автобусное пассажирское сообщение, прежде всего от автовокзала г. Якутска. Междугородное сообщение связывает столицу со сравнительно близкими, так называемыми «подгородными» улусами — Намским, Хангаласским, Мегино-Кангаласским, Амгинским, Чурапчинским, Таттинским и Усть-Алданским. Правда, кроме первых двух, все они находятся на другой стороне реки (так называемые «заречные» районы), поэтому прямое сообщение от автовокзала Якутска существует только в зимнее время. В Нижнем Бестяхе в советское время существовало своё пассажирское автопредприятие, которое в летнее время осуществляло правильные рейсы по расписанию с билетами в райцентры и некоторые другие пункты заречных районов. Однако это предприятие исчезло в 90-х годах XX в. С этих пор и по сей день пассажиров обслуживают частники на разном транспорте (ПАЗ, УАЗ, легковушки), поджидающие на пристани каждый трамвай из Якутска. Ныне в здании бывшего автовокзала Нижнего Бестяха размещается пост полиции.
Также от автовокзала в Якутске ходят автобусы по АЯМу до Алдана — до железной дороги. Правильное автобусное сообщение существует также вокруг других городов Якутии — Нерюнгри, Мирного и др., а также на некоторых участках федеральной дороги «Вилюй».
Об автомобильном пассажирском транспорте г. Якутска см. статью Якутск.

## Трубопроводный транспорт
Трубопроводный транспорт в Якутии играет большую роль в обеспечении населения и предприятий дешёвым топливом, имеет большое стратегическое значение для обеспечения жизнедеятельности на Севере и для внешней торговли и экономических связей.
Трубопроводный транспорт на территории Якутии на начало 2010-х гг. представлен трубопроводами как федерального, так и локального республиканского значения.
- федерального значения:
  - нефтепроводом Восточная Сибирь — Тихий океан. В Якутии он проходит через Талаканское нефтяное месторождение, Ленск, Олёкминск, Алдан, Нерюнгри и имеет семь нефтеперекачивающих станций на её территории[24]. Как известно из истории строительства трубопровода ВСТО, ранее планировался другой (южный) вариант прокладки, но в конечном счёте было решено остановиться на нынешнем варианте трассы, так как он даёт возможность на будущее привлечь мощности Талаканского, Верхнечонского, Чаяндинского, Среднеботуобинского и других нефтегазовых месторождений Иркутской области и Якутии. 4 октября 2008 года был осуществлён запуск в эксплуатацию в реверсном режиме части ВСТО от Талаканского месторождения до Тайшета длиной 1105 км, что позволяет осуществлять поставку нефти на Ангарский нефтехимический комбинат. По состоянию на осень 2008 года ежемесячная добыча нефти на месторождении составляет около 120 тыс. т.[25].
- республиканского значения:
  - системой газопроводов из Лено-Вилюйской газоносной провинции в центральную Якутию: газопроводы Тас-Тумус — Берге — Якутск — Мохсоголлох и Кысыл-Сыр — Мастах — Берге — Якутск, снабжающие Якутск газом Усть-Вилюйского, Мастахского и Средневилюйского газовых месторождений с многочисленными ответвлениями к другим населённым пунктам Кобяйского и Вилюйского улусов[26]; газопровод Мастах — Берге — Якутск имеет выход по дну Лены на правый берег для газоснабжения заречных улусов;
  - газопровод Вилюйск — Ленск из Средневилюйского месторождения;
  - нефтепровод Талакан — Витим со Среднеботуобинского нефтегазоконденсатного месторождения.

По местным трубопроводам ежегодно перекачивается порядка 1500 млн кубометров газа и 50 тыс. тонн нефти. Особенностью магистральной газопроводной системы республики является то, что она состоит из двух локальных подсистем — Центрального и Западного региона. Обе подсистемы работают технологически независимо друг от друга. В эксплуатации находятся 4047 км газопроводов и 110 км нефтепроводов (не считая федеральных).
Столица республики была газифицирована в 1967 году, когда было завершено строительство первого магистрального газопровода Тас-Тумус — Якутск.
В ближайших планах — строительство газопровода Якутия — Хабаровск — Владивосток, проектирующегося для поставок природного газа из Якутии в Приморский край и страны Дальнего Востока.

## Мост через Лену в районе Якутска
Совмещённый (железнодорожно-автомобильный) мост через р. Лену в районе Якутска — одно из самых масштабных транспортных сооружений, запланированных к строительству в республике. Он будет иметь огромное значение для развития транспорта и всей экономики Якутии, и не только её. По одному из представленных проектов, мост будет состоять из 9 пролётов длиной 154 м каждый. Он соединит действующие и строящиеся широтные автомагистрали «Колыма», «Вилюй» и «Амга» со строящейся меридиональной железной дорогой Беркакит — Томмот — Якутск, обеспечит заход грузовых поездов непосредственно в порт Якутска для перегрузки на речной транспорт и сокращения издержек, обеспечит возможность создания в городе Якутске крупного мультимодального транспортного узла, где воедино сольются несколько видов транспорта — железнодорожный, речной, авиационный и автомобильный, а саму столицу Якутии, где проживает четверть населения республики и наличествует большой промышленный потенциал, надёжно соединит круглогодичной и дешёвой транспортной связью с «большой землёй».
Планируемый мост длиной около 3 км позволит сократить себестоимость доставки грузов, устранить сезонность в их завозе, а также улучшить транспортную обеспеченность и стимулировать мобильность жителей республики. После постройки совмещённого железнодорожно-автомобильного моста в корне изменится транспортная схема республики: Якутск и центральные районы республики, где проживает около 80 % населения, перейдут на круглогодичное транспортное обеспечение, понятие «северный завоз» сохранится лишь для арктических районов республики. Большая часть грузопотока, предназначенного для центральной Якутии, с речного транспорта постепенно переместится на железнодорожный. За счёт устранения или минимизации значения мелководного плеча Осетрово — Якутск произойдёт улучшение и удешевление схемы завоза грузов. Якутский речной порт будет работать в связке с железнодорожным транспортом, принимать грузы и отправлять его по воде в северные районы. В перспективе, появляется возможность организации единого смешанного железнодорожно-водного маршрута Китай — АЯМ — Якутский речной порт — р. Лена — Северный морской путь — Европа.
Постройка моста необходима также с точки зрения задела на будущее: выхода железной дороги на левый берег р. Лена, что позволит в будущем использовать мощности западно-якутских месторождений, а в отдалённом будущем возможна постройка широтной железной дороги Усть-Кут — Ленск (что прописано в Стратегии развития железных дорог России до 2030 года) и далее до Якутска. Постройка совмещённого моста позволит также соединить сразу несколько автомагистралей: строящуюся автодорогу «Вилюй», которая должна соединить Иркутскую область с Якутией, автомагистрали «Лена», «Колыма» и «Амга».
Эффективность проекта строительства и эксплуатации ж/д линии Беркакит — Томмот — Якутск с учётом строительства совмещённого мостового перехода через р. Лену в районе г. Якутска значительно выше, чем строительство железной дороги только до пос. Нижний Бестях и речного терминала на правом берегу реки Лены. Отсюда следует, что максимальный эффект достигается только при постройке именно совмещённого железнодорожно-автомобильного моста. Варианты с только железнодорожным или только автомобильным мостом не дают нужного эффекта и, по сути, экономически невыгодны. Например, если оставить железную дорогу в Нижнем Бестяхе и отказаться от идеи довести её до собственно Якутска, то возникнет очень сложная транспортная схема — необходимость перегрузки большого количества грузов на автотранспорт, затем перевозить весь этот автотранспорт на паромах через великую сибирскую реку. Схема выглядит и громоздкой, и даже нереальной. Вполне возможна ситуация, когда грузы, привезённые по железной дороге, будут просто «затовариваться» в Нижнем Бестяхе — нужно большое количество автомобилей, паромов, работников. Каждый год на транспортировку грузов из Нижнего Бестяха до Якутска по такой схеме будут уходить большие средства, что абсолютно обесценивает идею «сэкономить» на мосте, отказавшись от него или сделав только автомобильным. Напротив, построенный совмещённый железнодорожно-автомобильный мост является в данном случае единственным экономически обоснованным решением. Серьёзные экономисты давно уже подсчитали, что мост окупится за сравнительно короткий срок — порядка 8-10 лет. За идею совмещённого моста выступают: правительство Якутии, руководство РЖД, компании «Железные дороги Якутии», ЗАО «Инжиниринговой корпорации „Трансстрой“», все проектные институты и научные организации, экономисты, журналисты серьёзных изданий, пишущие на транспортные темы.
При завершении строительства железной дороги и совмещённого железнодорожно-автомобильного мостового перехода через реку Лену в районе г. Якутска будет:
- решена проблема сезонности завоза грузов в г. Якутск и на левый берег Лены. Исчезнет вековое препятствие в виде отсутствия в течение 4-6 месяцев осеннего и весеннего периодов транспортной связи между Нижним Бестяхом и левым берегом р. Лены;
- отпадёт необходимость перевалки на левый берег р. Лены более половины доставляемых по железной дороге грузов с использованием ледово-паромной переправы с высокими эксплуатационными расходами по осуществлению доставки грузов;
- обеспечена безопасность эксплуатации газовых месторождений, расположенных на левом берегу р. Лены, а также будет гарантироваться надёжная поставка резервного топлива для Якутской ГРЭС и круглогодичная связь столицы республики — г. Якутска и её левобережной территории с сетью железных дорог России;
- сформирована единая транспортная сеть федеральных автомобильных дорог «Лена», «Колыма» и «Вилюй» и, соответственно, круглогодичное сообщение между Республикой Саха (Якутия), Амурской, Магаданской, Иркутской областями и Хабаровским краем;
- обеспечены круглогодичные перевозки и кардинальное снижение транспортных и торгово-снабженческих издержек при осуществлении внешних и внутренних торгово-экономических связей Республики Саха (Якутия) по сравнению с действующей схемой перевозок, обеспечена значительная экономия средств республиканского и федерального бюджетов, направляемых на обеспечение «северного завоза»;
- за счёт снижения транспортных издержек даст мощный мультипликативный толчок развитию проектов новых перерабатывающих предприятий, вообще промышленности Якутска, созданию новых рабочих мест и как следствие — к улучшению качества жизни региона в целом;
- совмещённый железнодорожно-автомобильный мост (переход) обеспечит намного бо́льшую универсальность, гибкость и надёжность транспортной системы, нежели переход, сделанный только для одного из этих видов транспорта[4][29][30][31][32][33].

## Фотогалерея

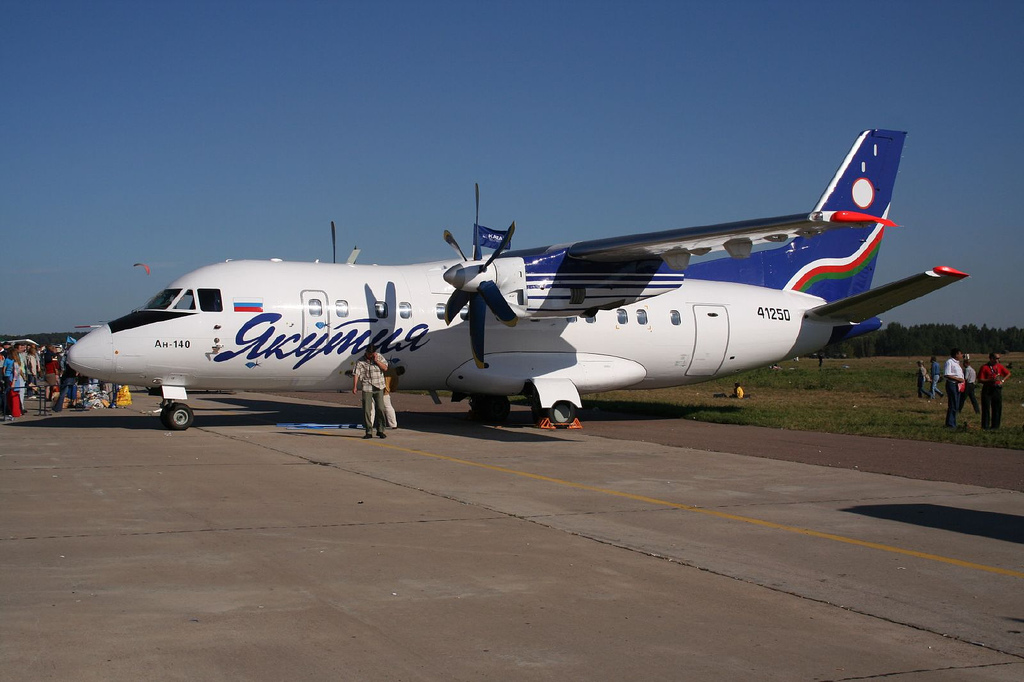
Ан-140 а/к «Якутия» на МАКС-2005
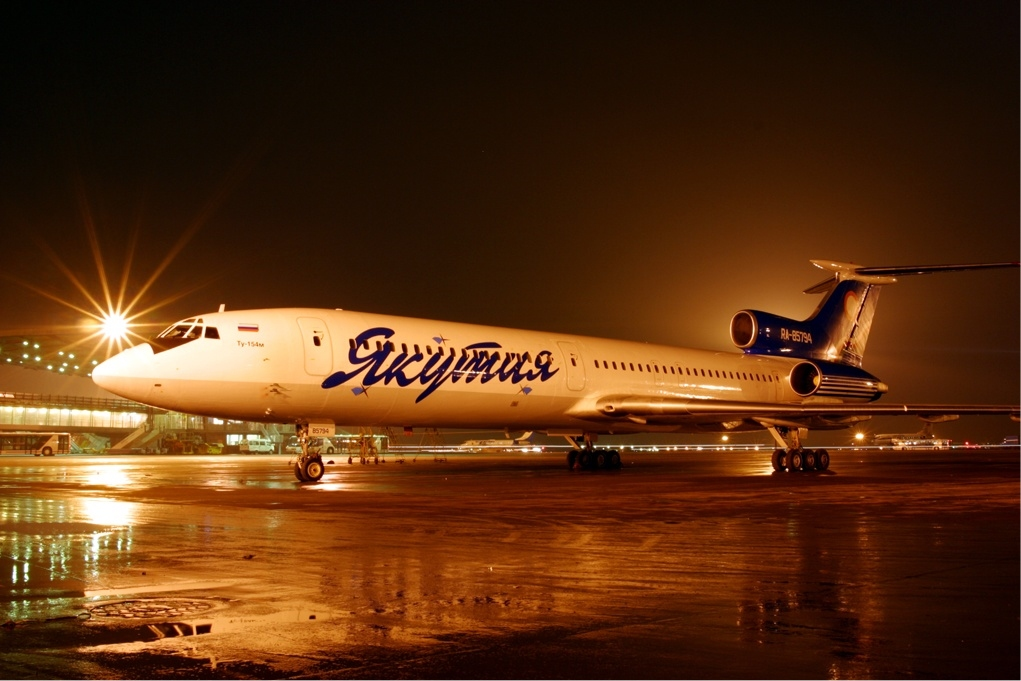
Ту-154 а/к «Якутия» в Москве
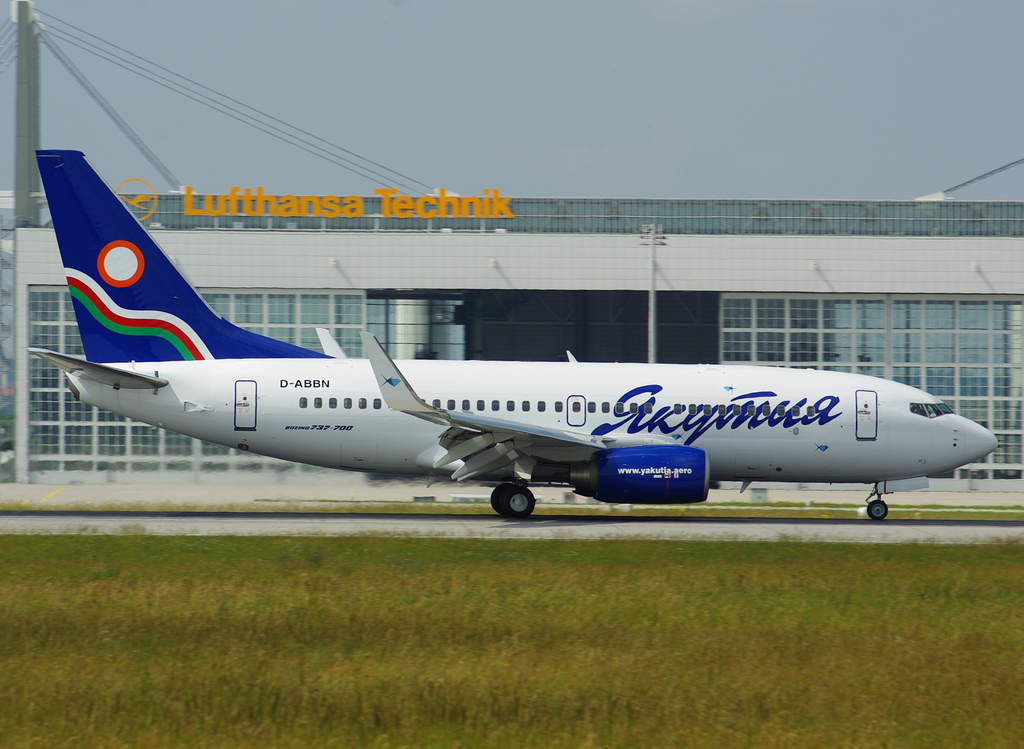
Боинг 737-700 в Мюнхене
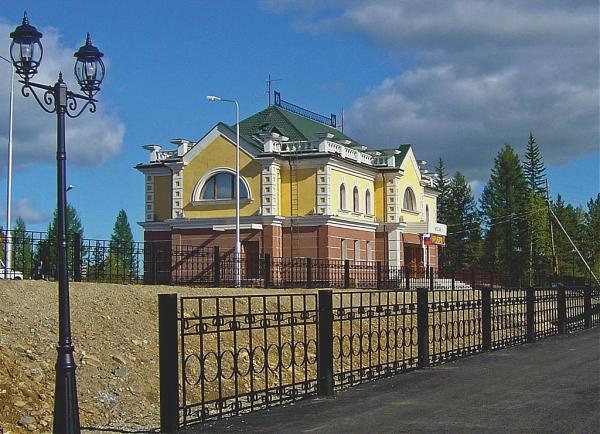
Вокзал станции Алдан
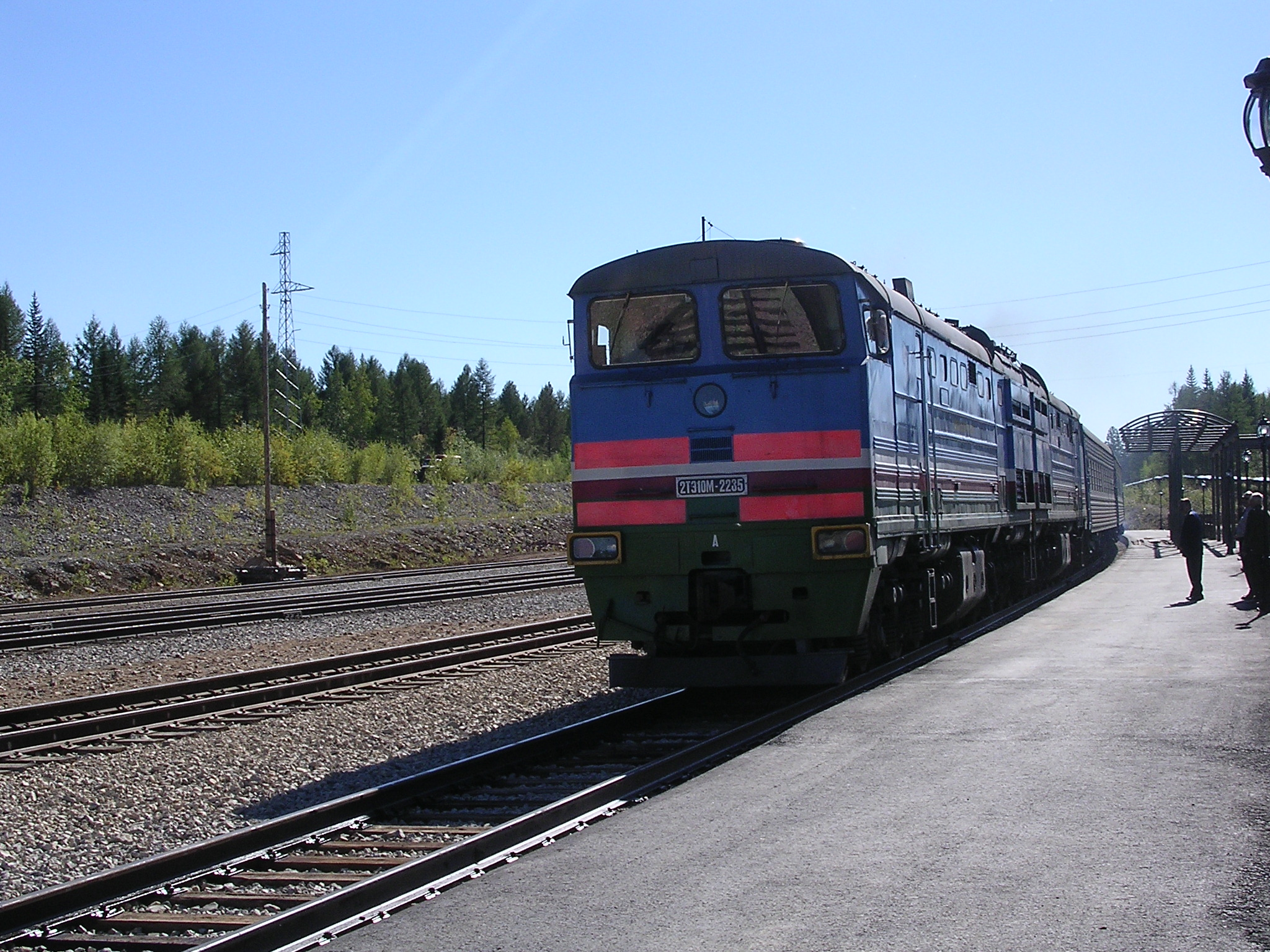
Прибытие поезда на станцию Алдан
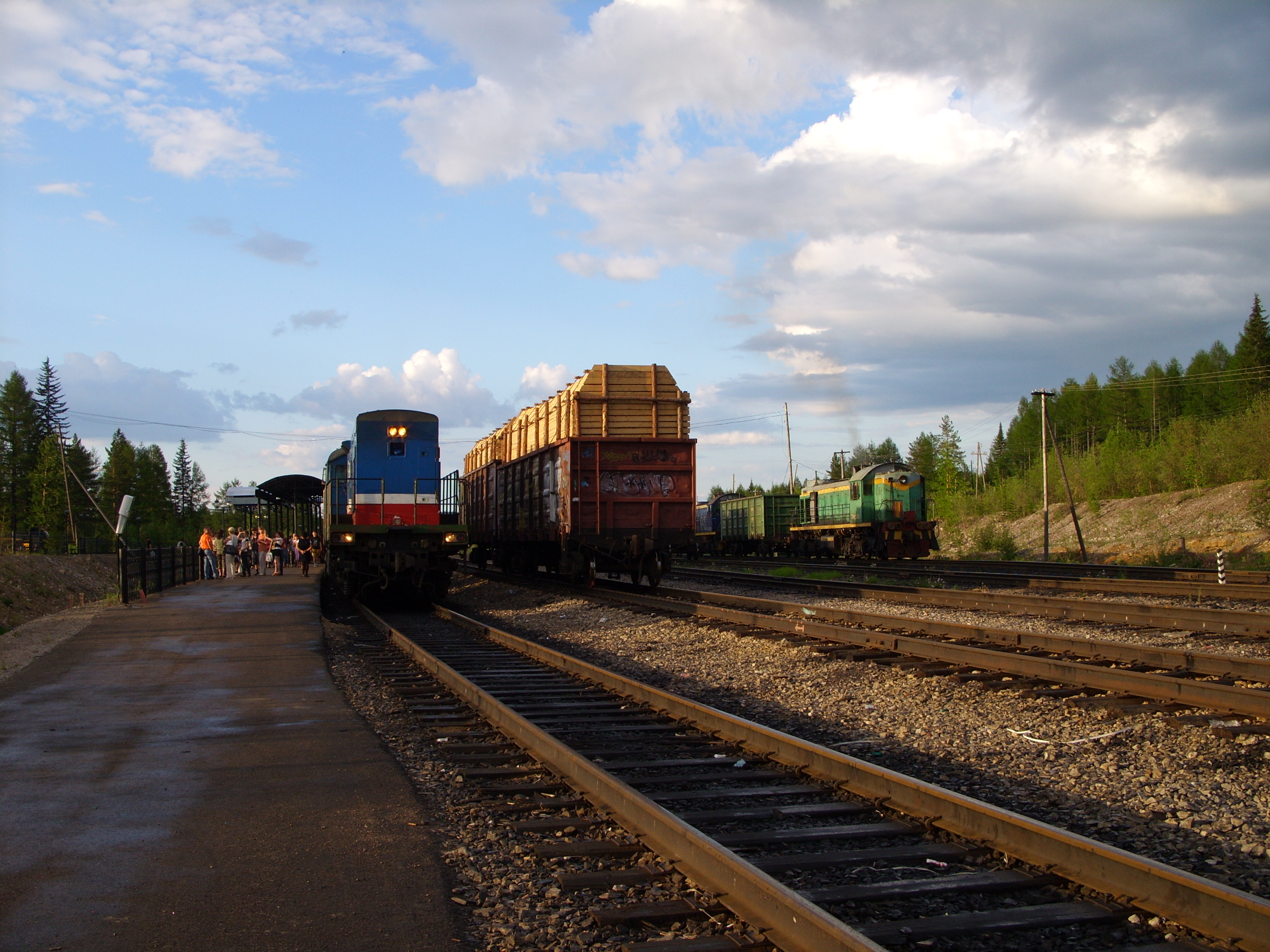
На станции Алдан
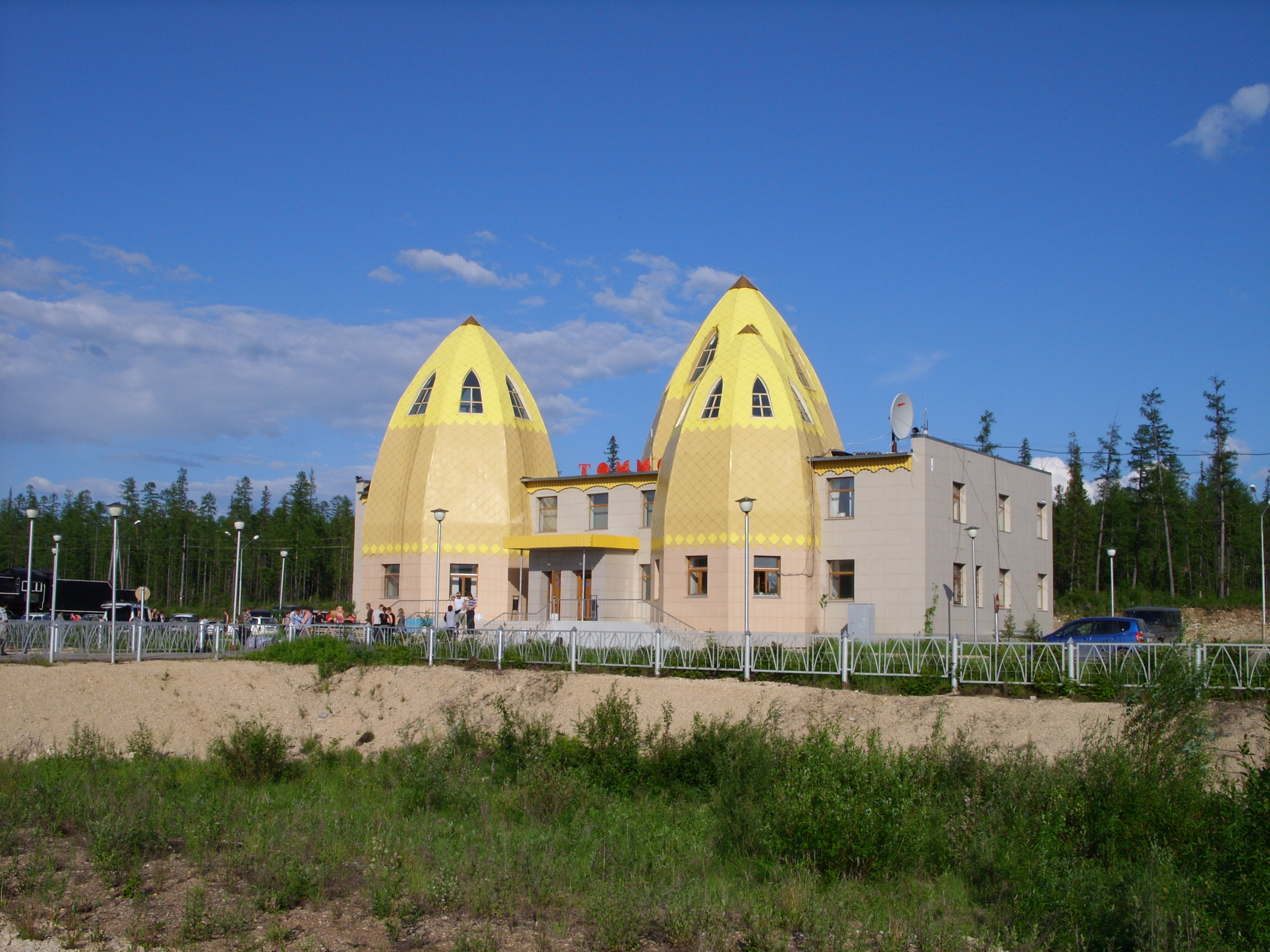
Вокзал станции Томмот
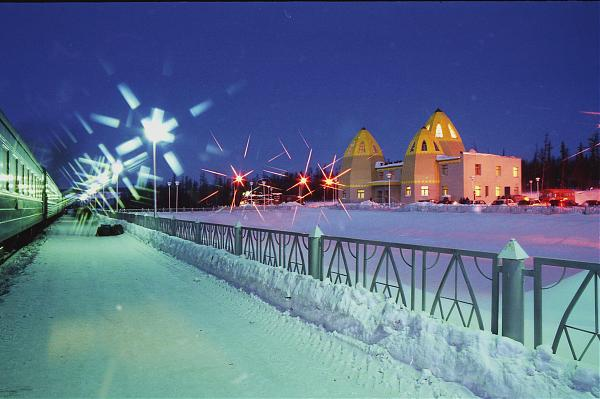
Зимний Томмот
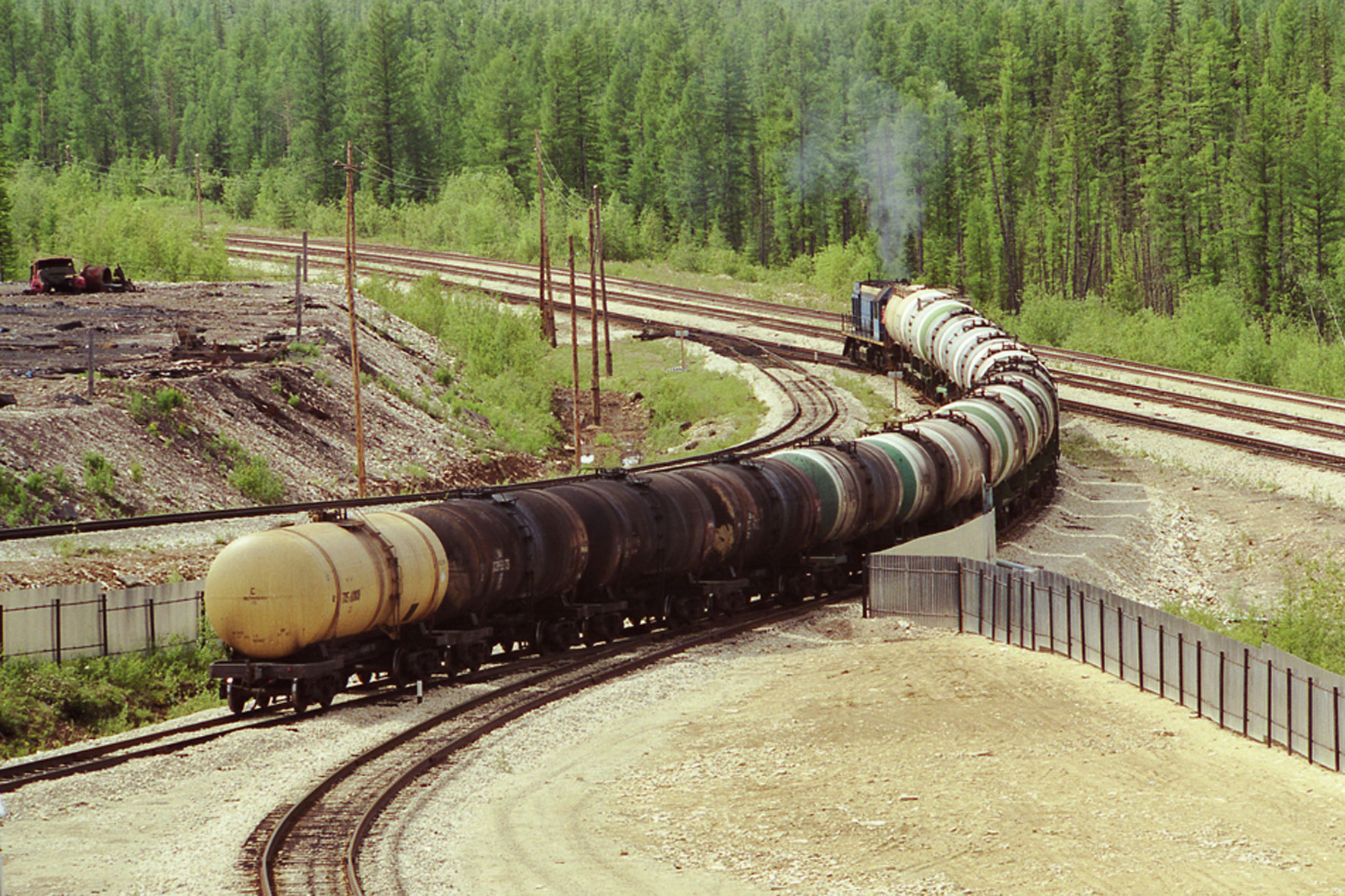
Маневровые работы на станции Томмот
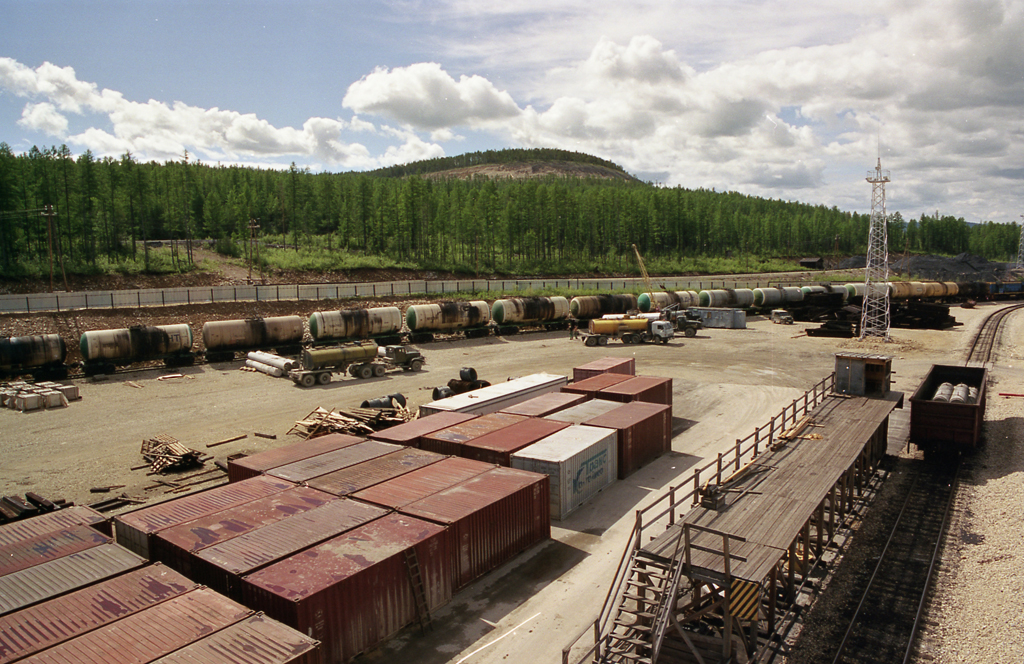
Грузовой двор станции Томмот
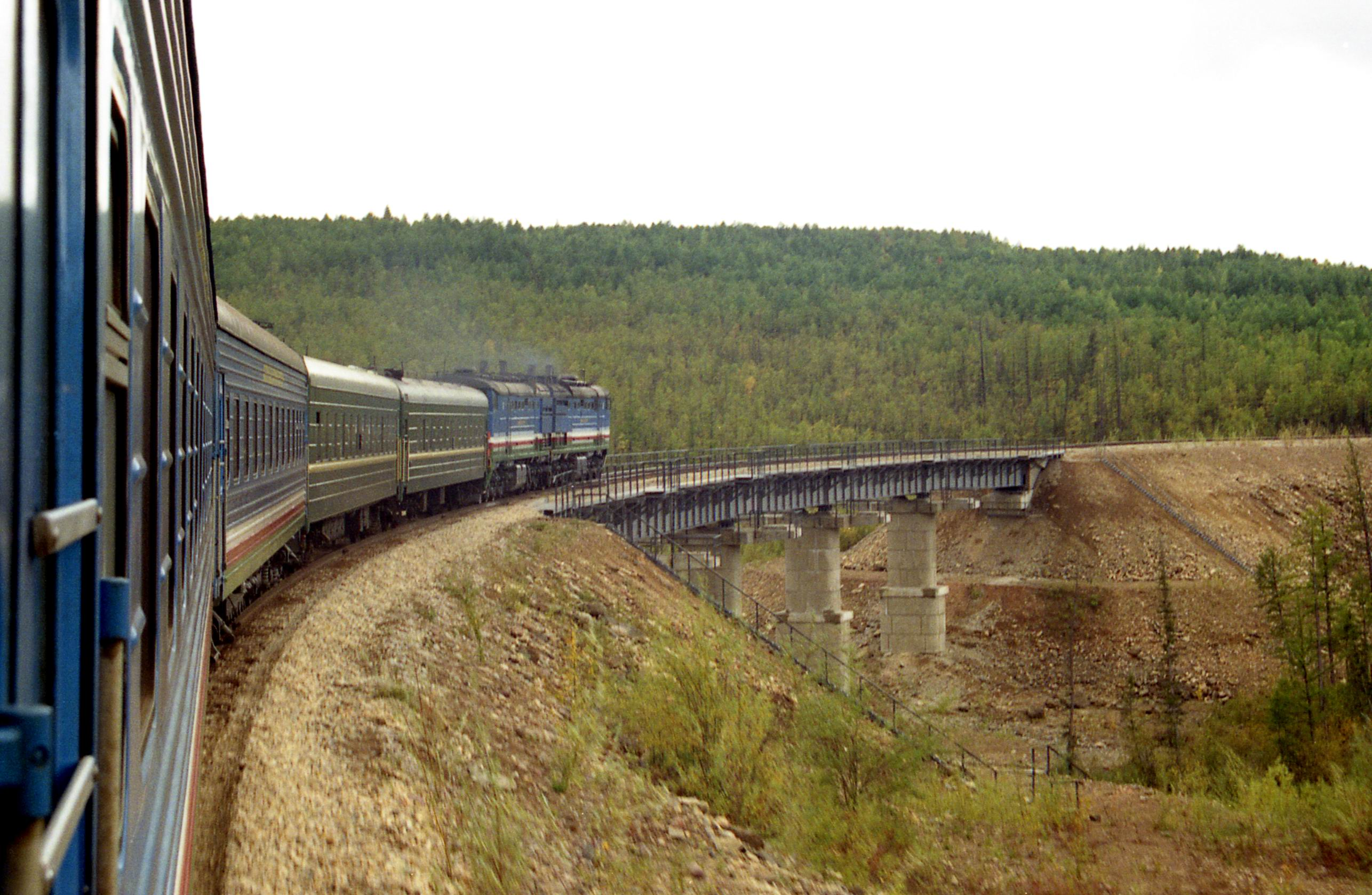
Поезд на линии между Томмотом и Алданом
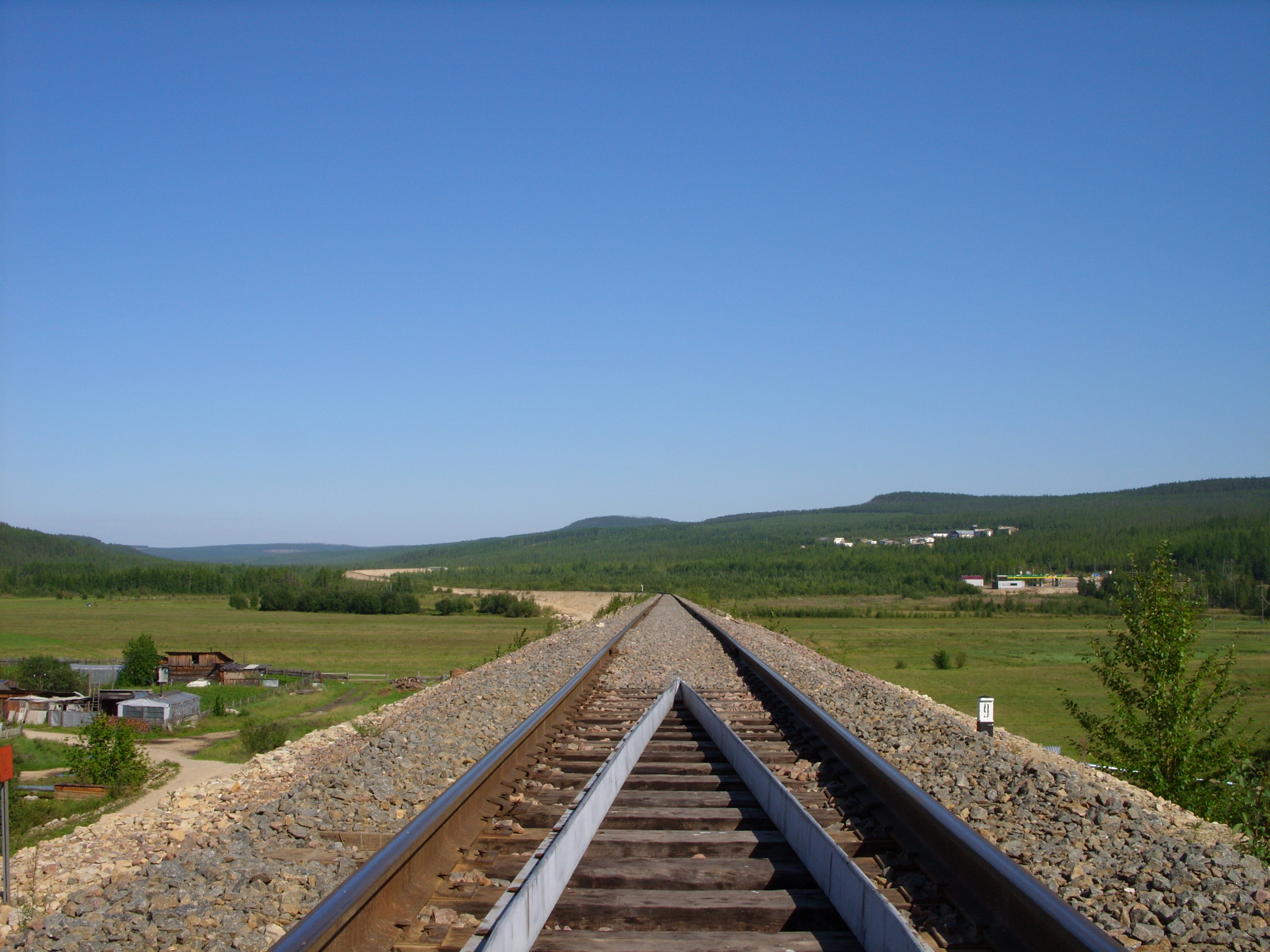
Томмот. АЯМ уходит на Якутск
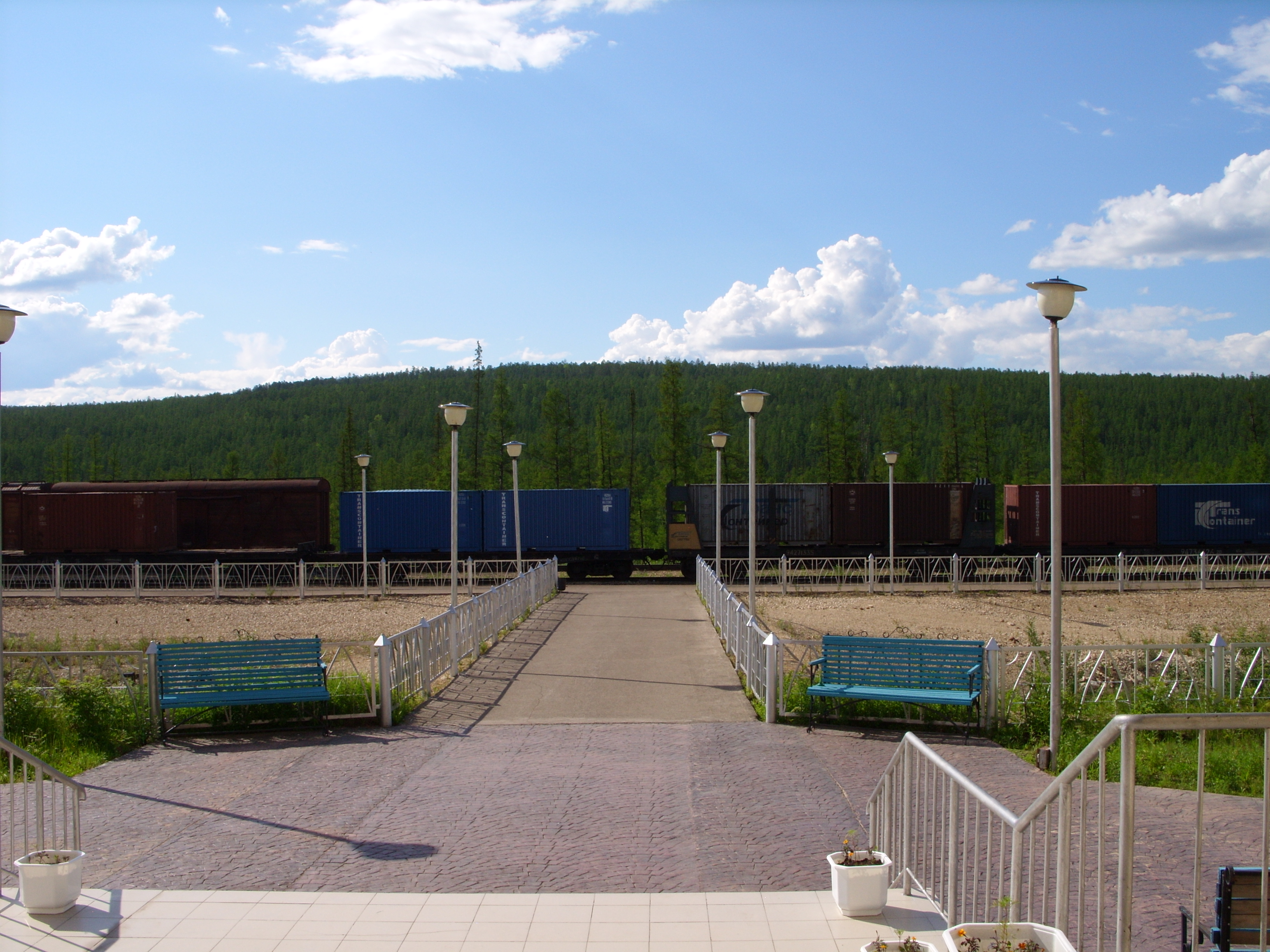
Станция Томмот
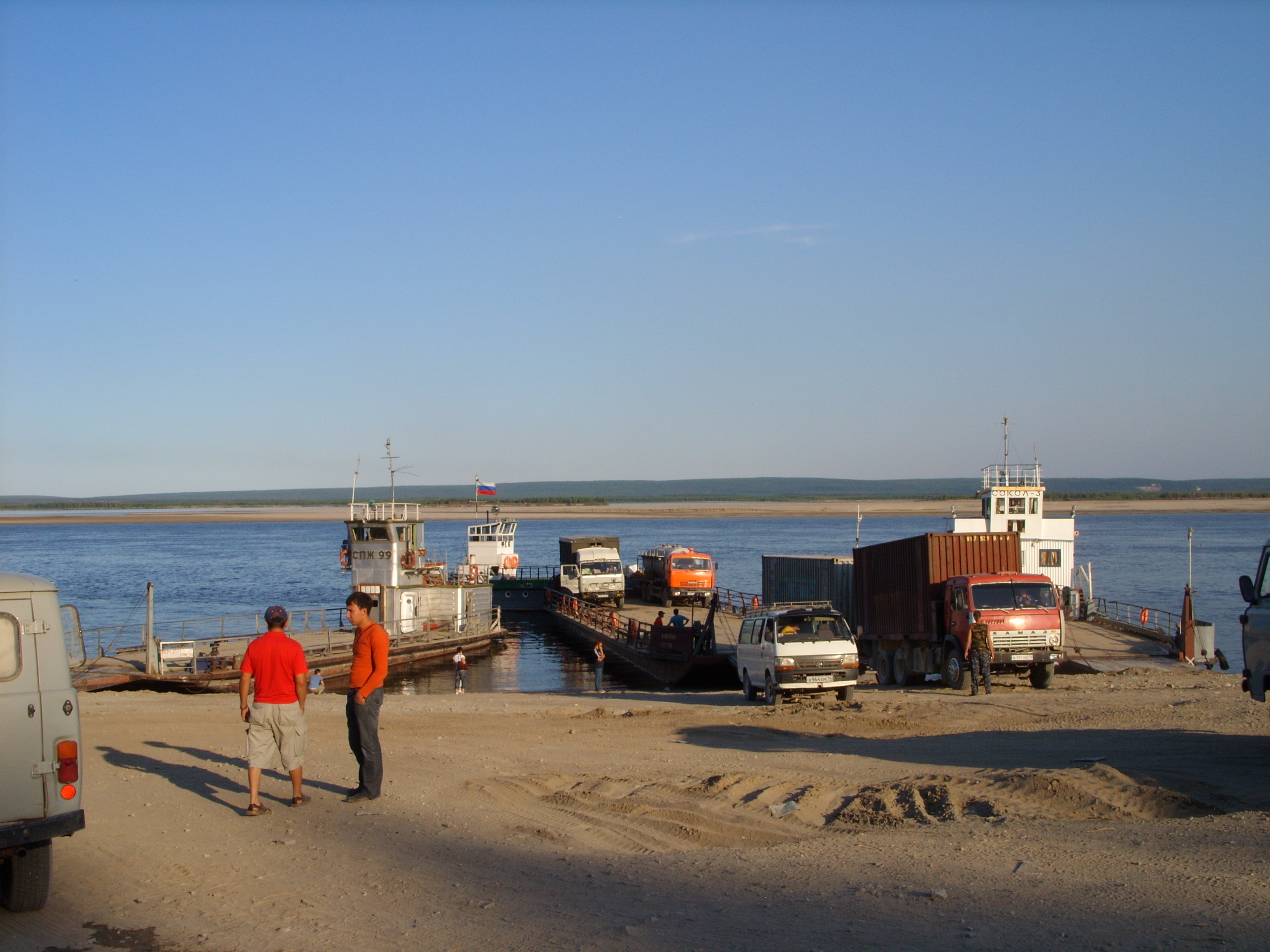
Паром Мохсоголлох — Качикатцы
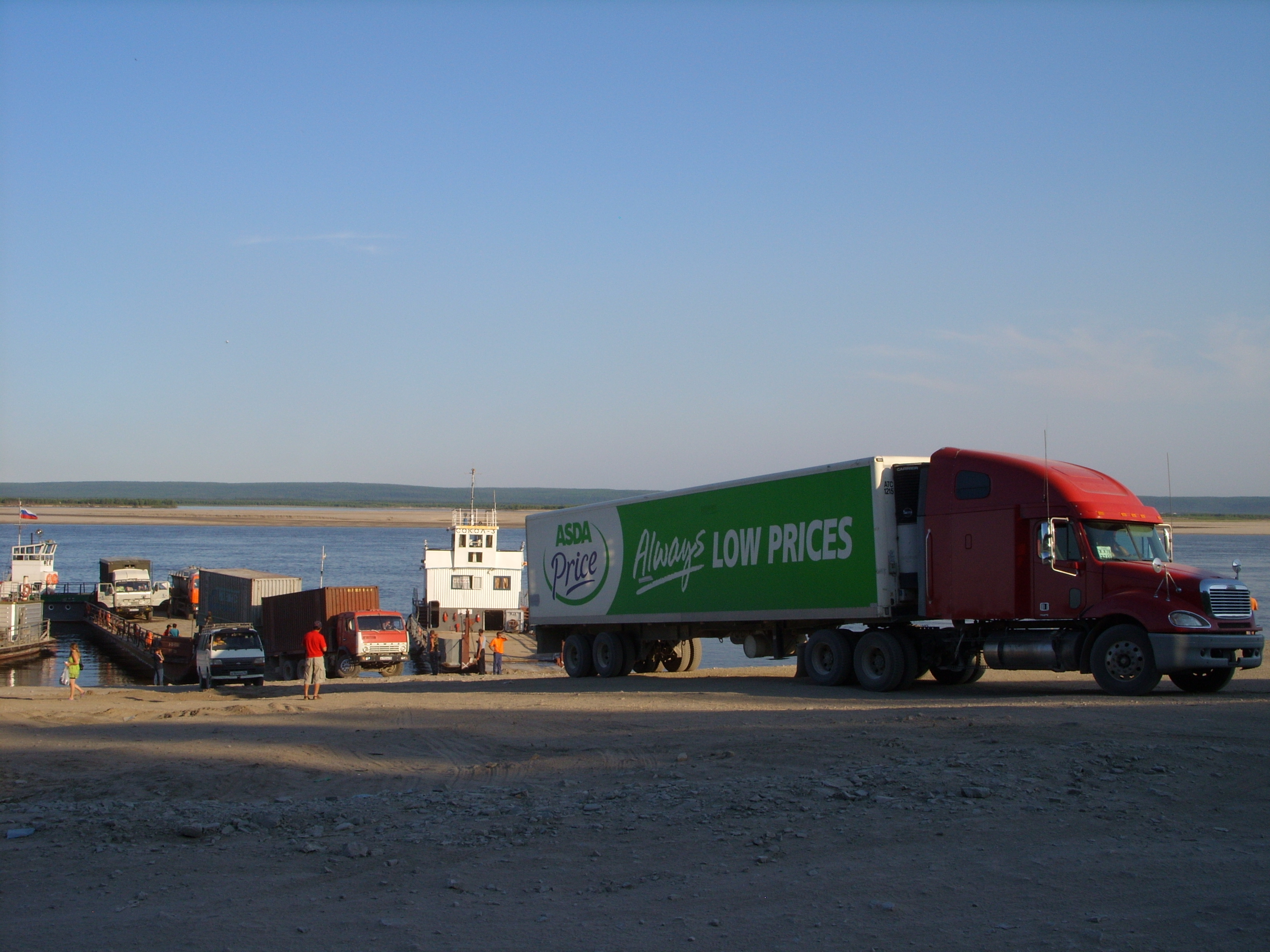
" — "
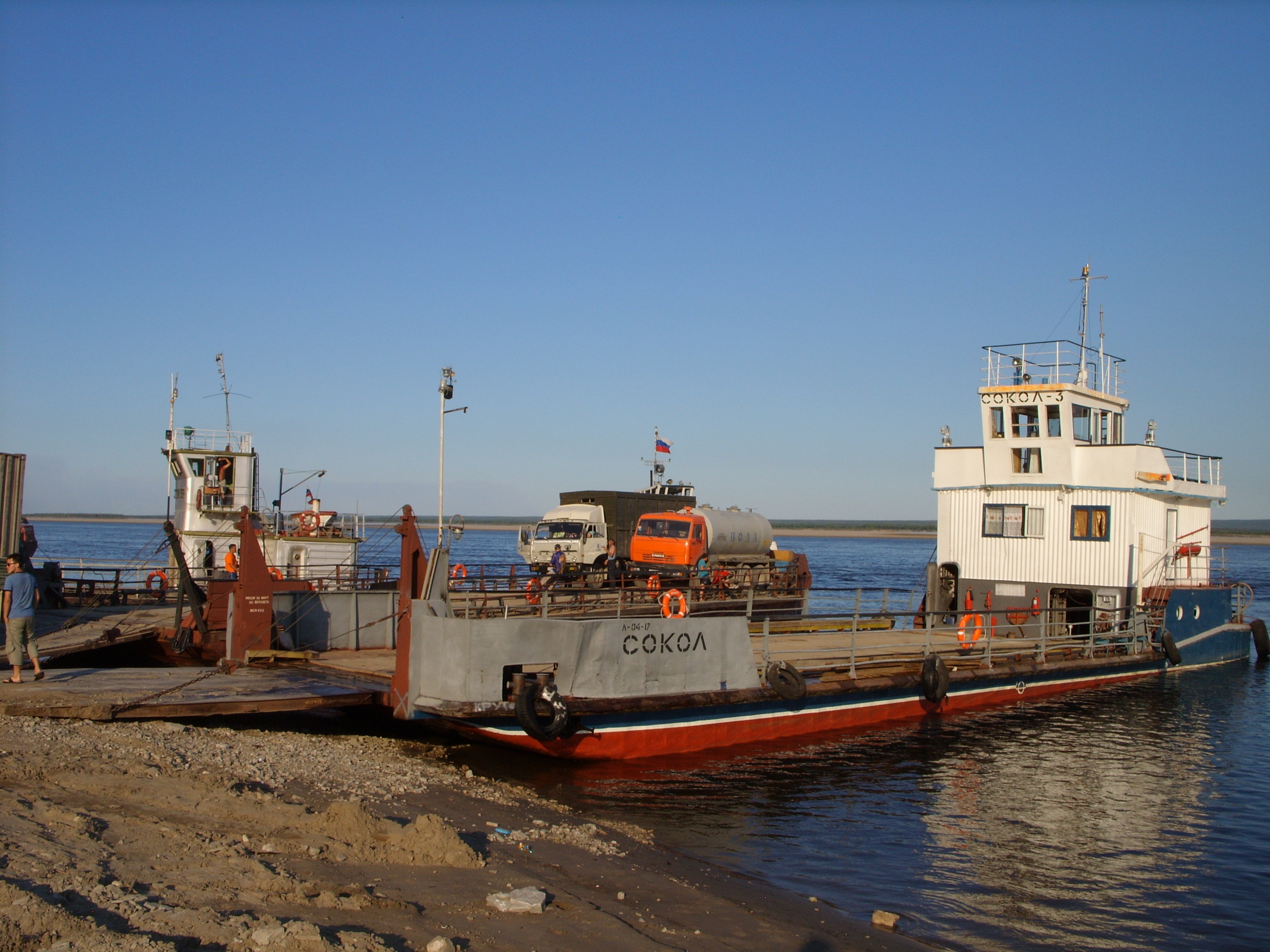
" — "
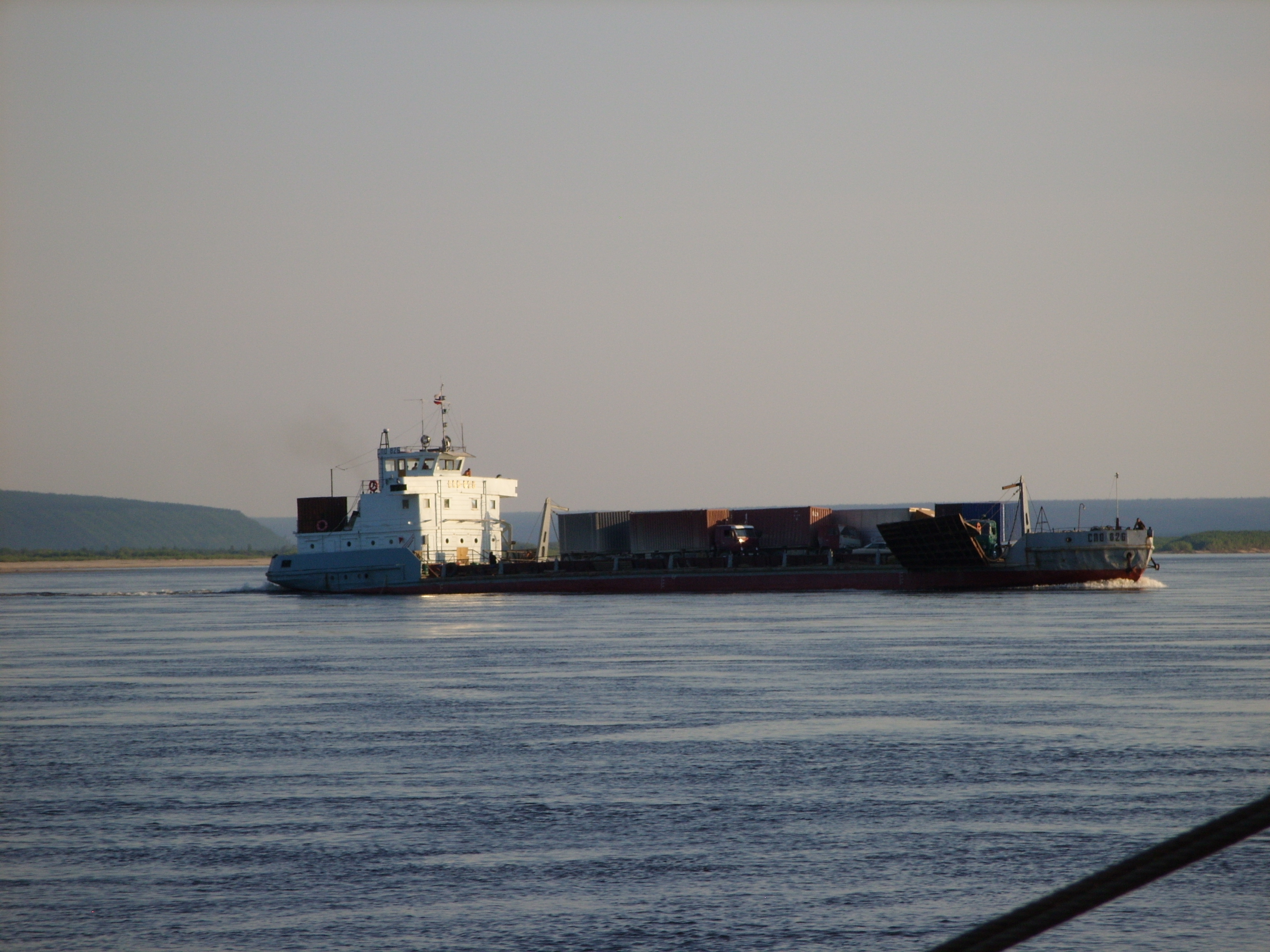
" — "
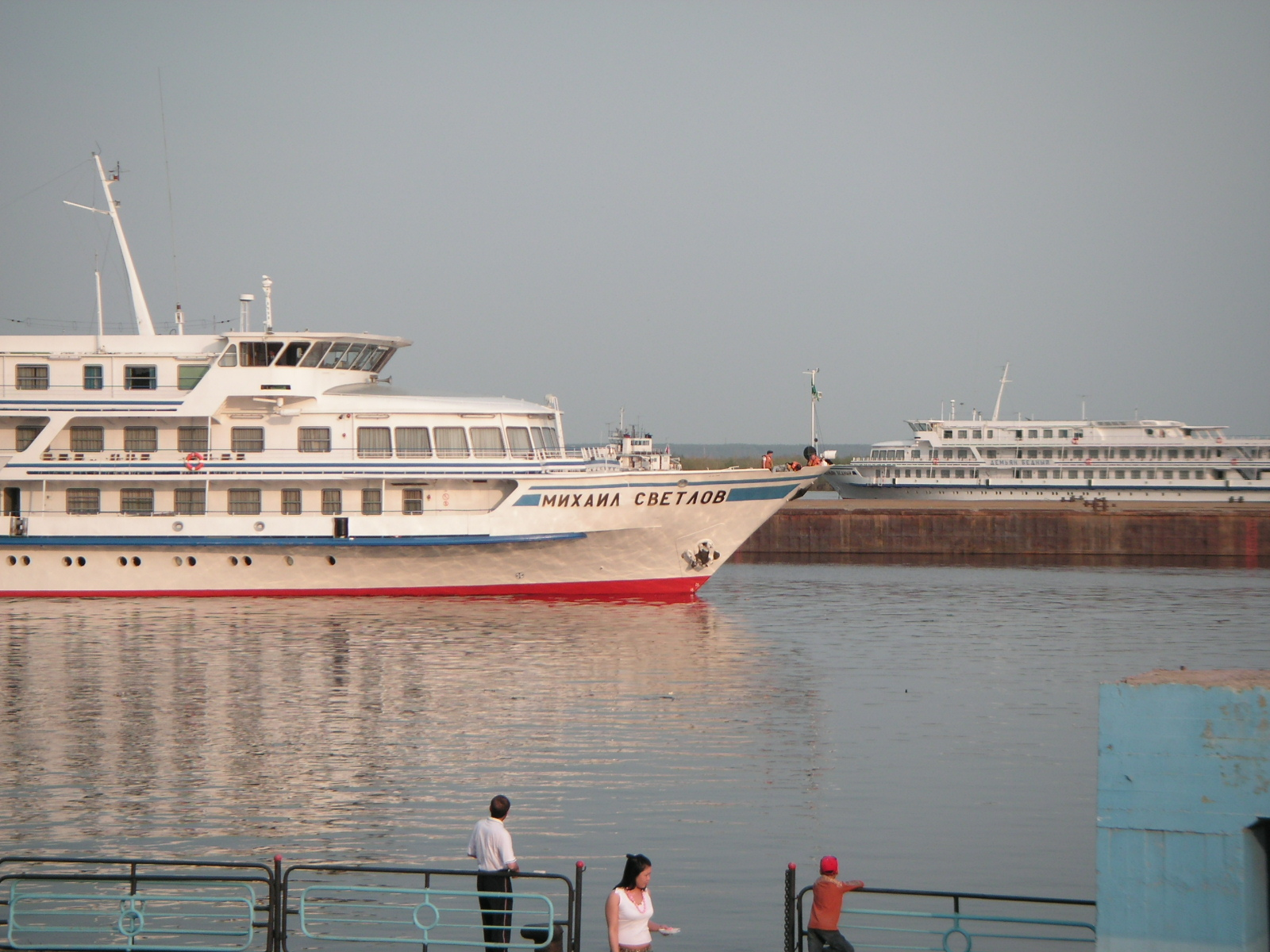
В Якутском речном порту
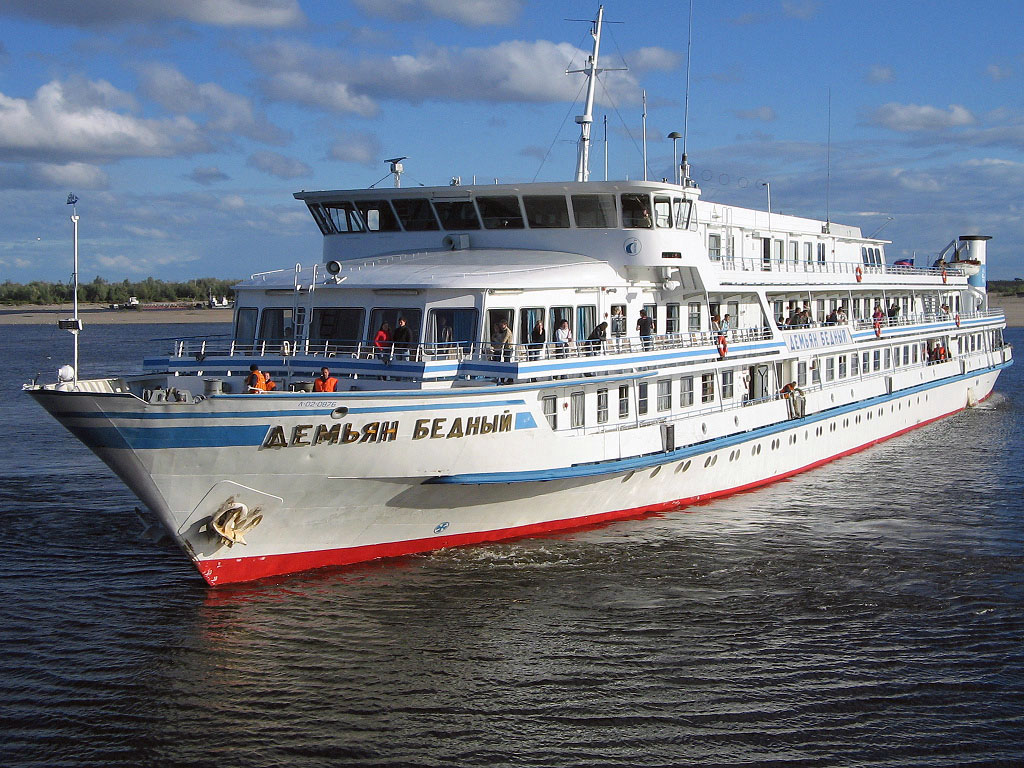
Круизный т/х «Демьян Бедный»
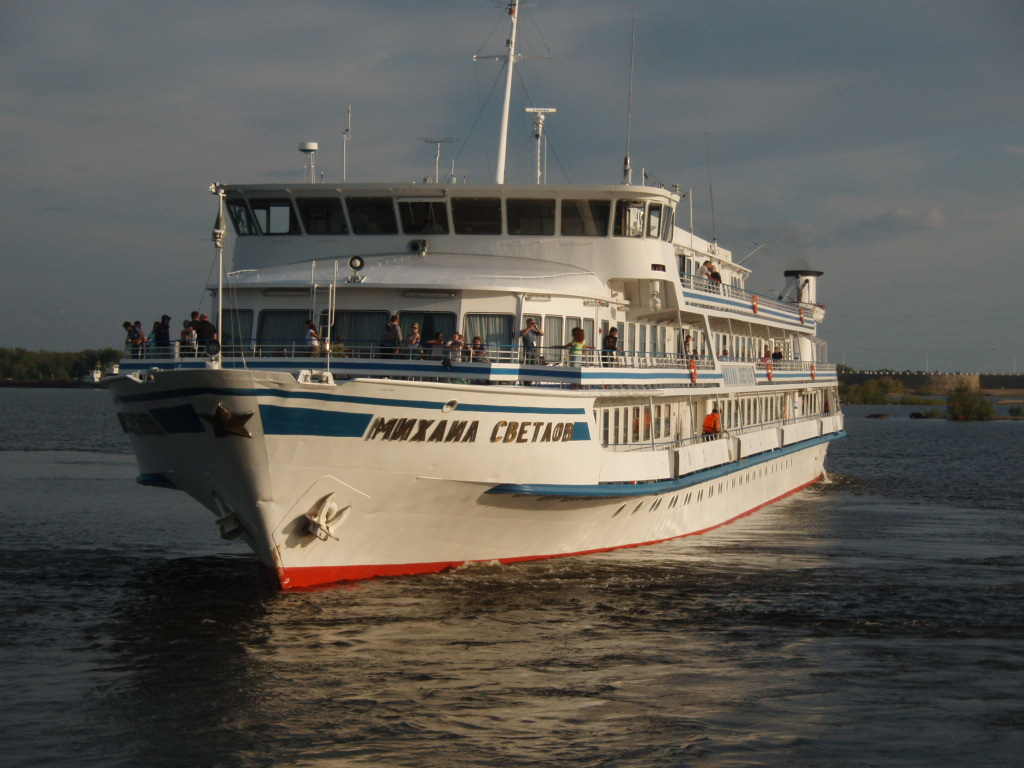
Теплоход «Михаил Светлов»
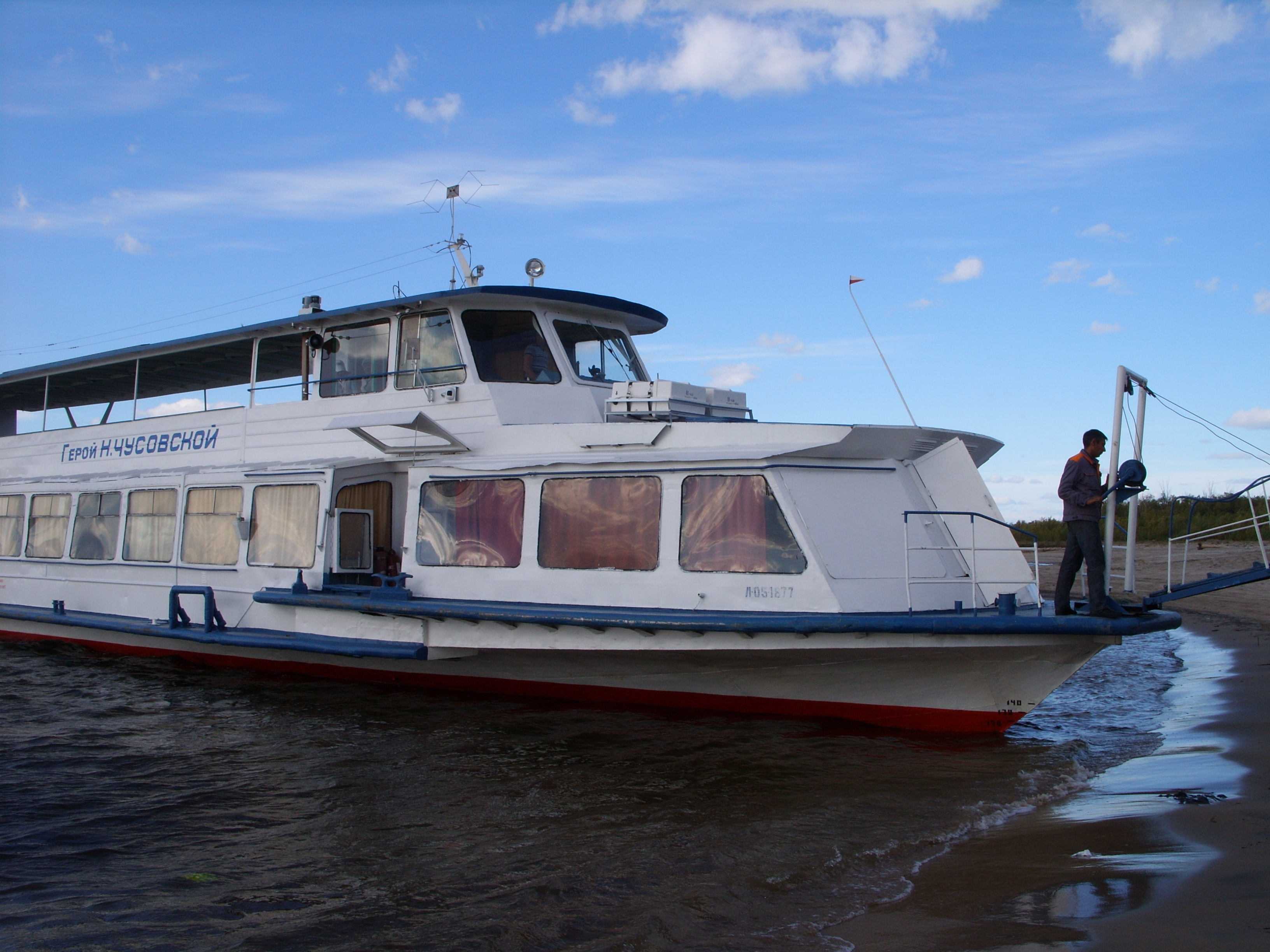
Речной трамвай на Лене
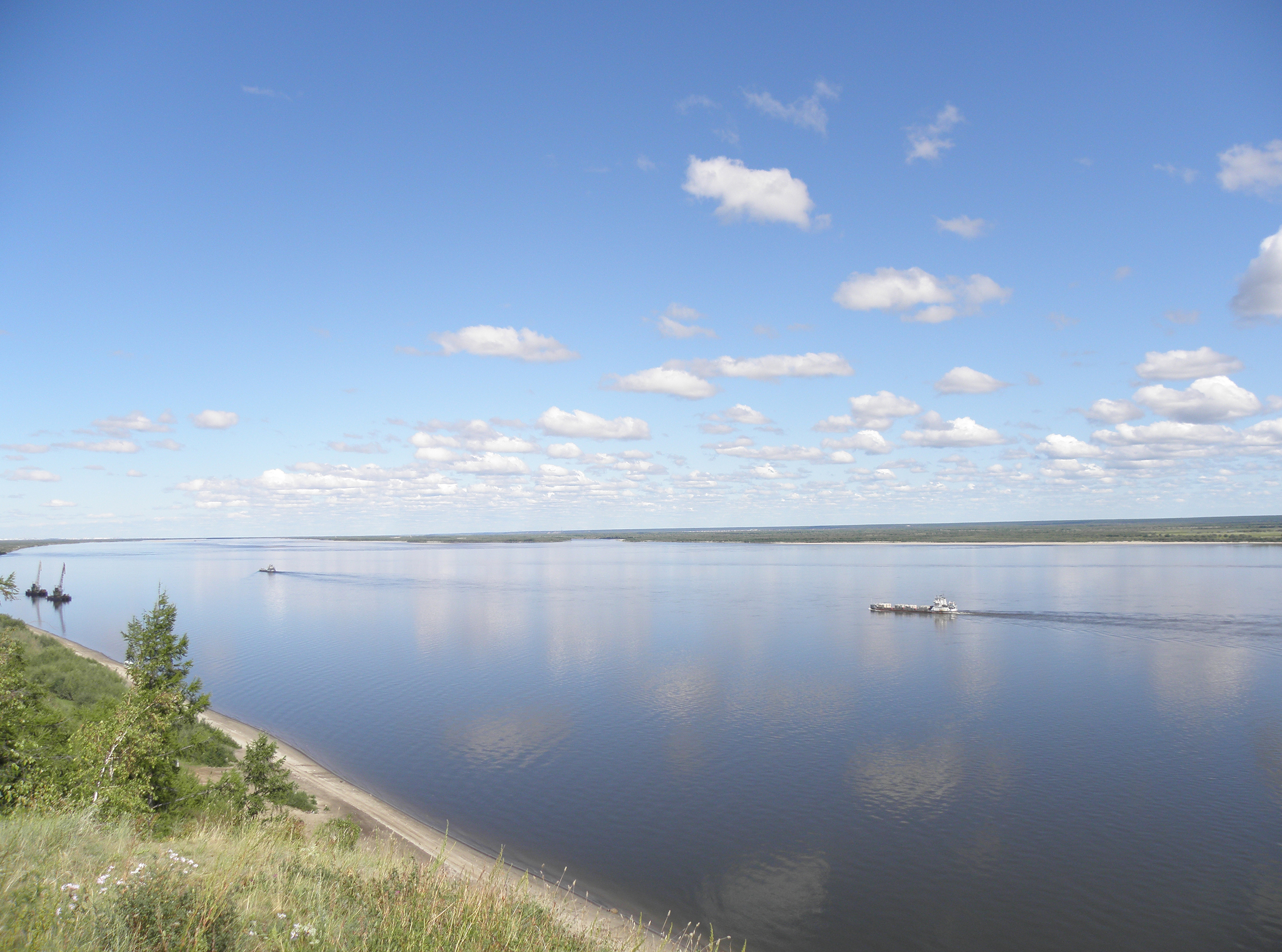
Река Лена - важнейшая транспортная магистраль Якутии
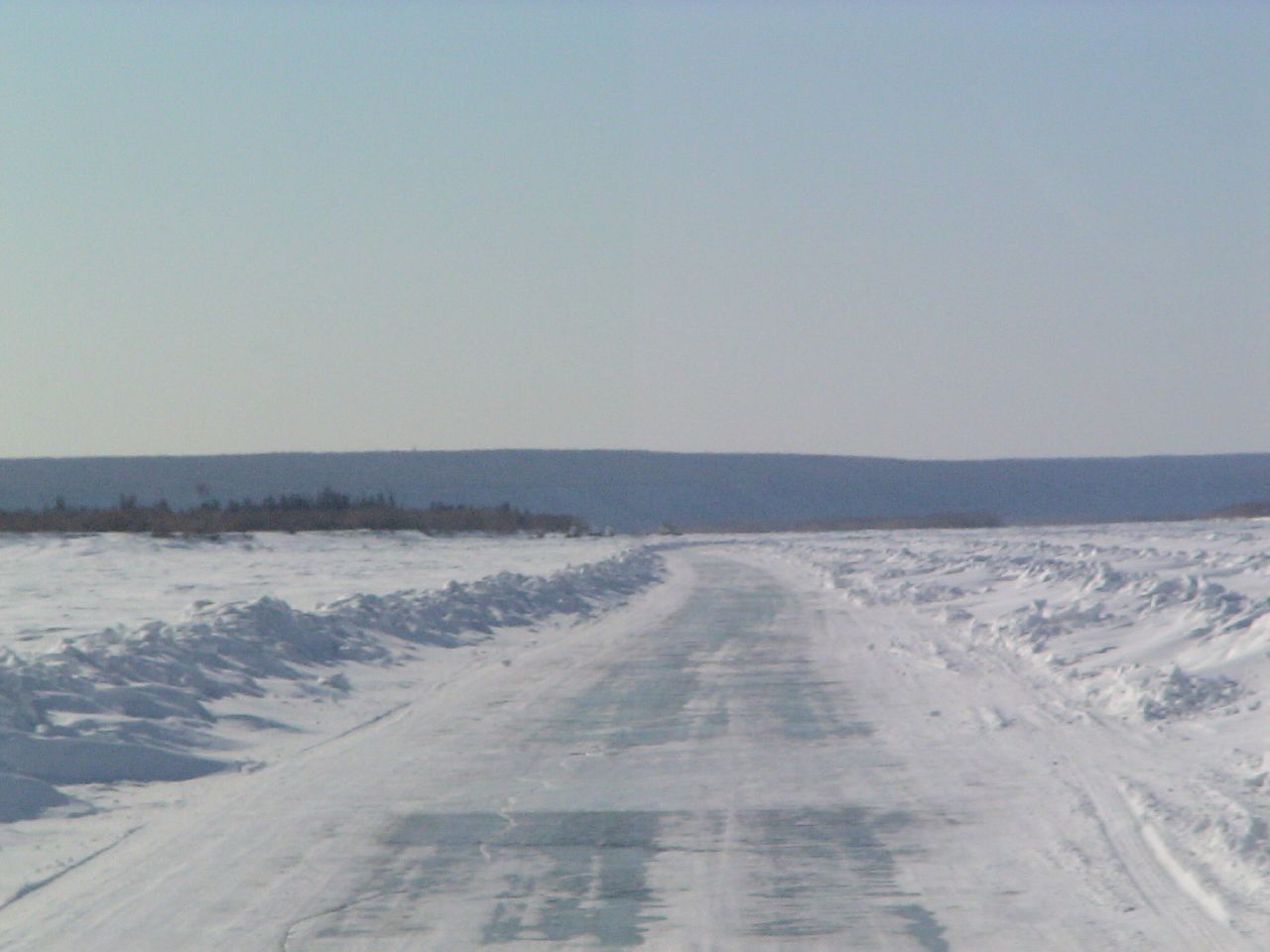
Зимник через Лену